# San Pedro Sula
San Pedro Sula (del náhuatl: Sollan ‘Lugar de codornices’) es una ciudad del norte de la República de Honduras. La ciudad es conocida por muchos como la “capital industrial” de Honduras; es también la cabecera administrativa del departamento de Cortés, una de las ciudades más grandes de Centroamérica y la segunda ciudad en población detrás de las ciudades gemelas de Tegucigalpa y Comayagüela. Entre otras muestras de su importancia, la ciudad es sede de las empresas industriales más importantes del país, por lo que también es conocida como la ciudad industrial del país.
Esta ciudad se encuentra flanqueada por la Sierra del Omoa y está ubicada en el extremo suroeste del extenso y fértil Valle de Sula, una región que genera aproximadamente el 62% del producto interno bruto (PIB) y el 68 % de las exportaciones de la nación. Además es la única ciudad no capital de todo Centroamérica con importancia estratégica e industrial.
San Pedro Sula fue fundada el 27 de junio de 1536, bajo el nombre de San Pedro de Puerto Caballos, por el conquistador español Pedro de Alvarado. Inicialmente, la villa se estableció en el pueblo indígena de Choloma, al norte de la actual ciudad y muy próxima a Puerto Cortés. Debido a esta proximidad con este puerto, la villa de San Pedro fue víctima de ataques y saqueos por parte de piratas europeos que desembarcaban en ese puerto. Por esta razón, las autoridades españolas se vieron forzadas a reubicar la villa en más de una oportunidad.
Por más de dos siglos, desde su fundación, el crecimiento demográfico de San Pedro Sula fue bastante lento. En la actualidad, San Pedro Sula es la ciudad con la más alta tasa de crecimiento poblacional de Honduras. El desarrollo económico alcanzado a raíz de la llegada de las transnacionales bananeras a principios del siglo XX, y el posterior establecimiento de parques industriales (ZIP) en el valle de Sula impulsó en gran medida el aumento poblacional de San Pedro Sula..

## Toponimia

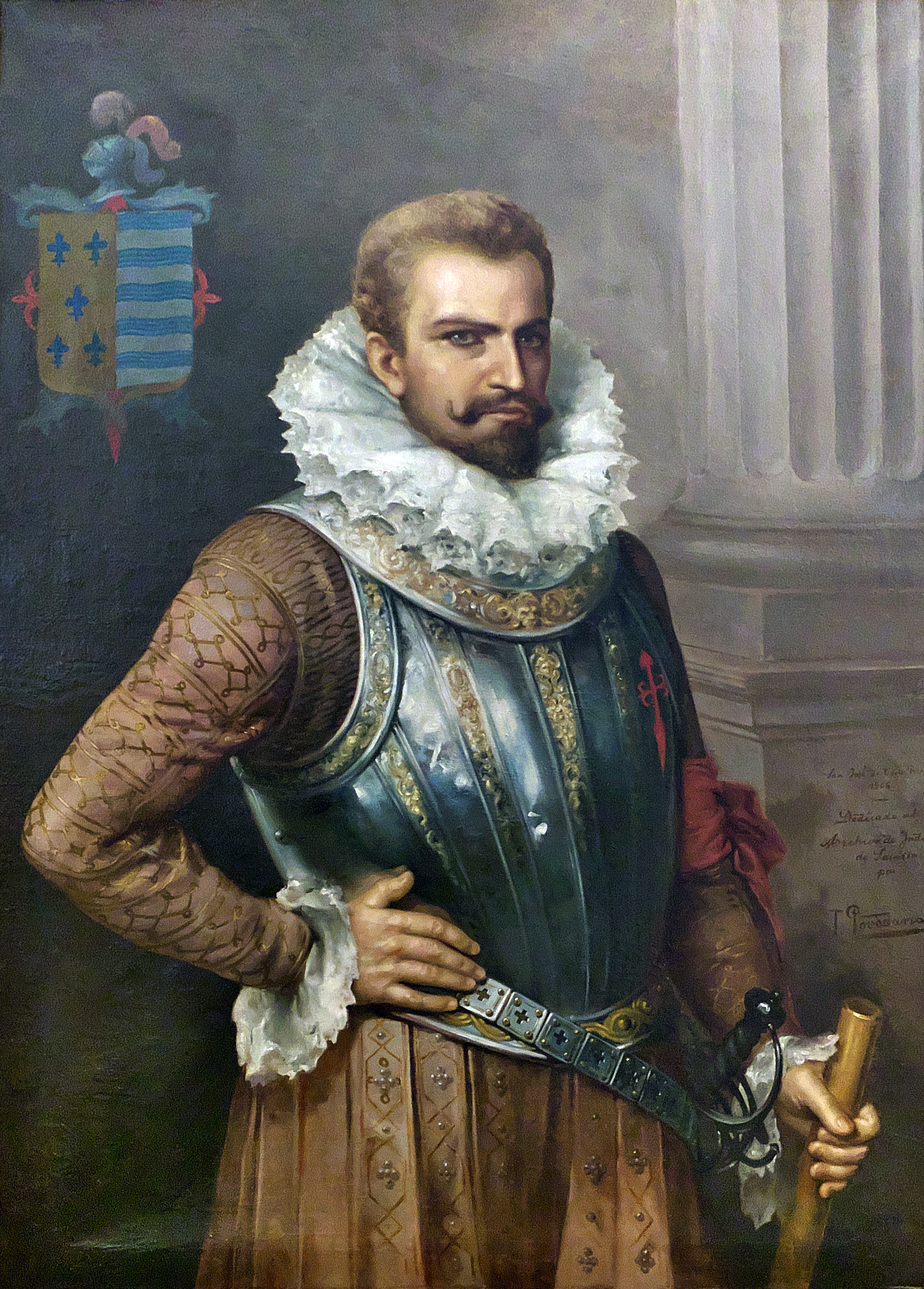
Pedro de Alvarado, fundador de San Pedro Sula, imaginado por Tomás Povedano.

Fue fundada  con el nombre de "San Pedro de Puerto Caballos" según lo establece el escribano, Gerónimo de San Martín. El agregado de Puerto Caballos se debió a su proximidad con ese puerto, hoy llamado Puerto Cortés.
"A la muerte de Alvarado, en 1541, se menciona la Villa de San Pedro Sula y no se sabe si el agregado Sula fue disposición oficial", dice la historiadora y miembro de la Academia Hondureña de Geografía e Historia, Carmen Fiallos en su libro Los municipios de Honduras (1989). Asimismo, agrega Fiallos, "se ignora si a la Villa de San Pedro se le adjudicó formalmente el título de Ciudad."
La palabra "Sula" dice Alberto de Jesús Membreño (escritor y expresidente de Honduras) en su libro, Nombres geográficos indígenas de la república de Honduras (1901), que esta "significa en náhuatl 'abundancia de codornices'" y  "se compone de çolin, codorniz, y la abundancia la."
Según Pedro Aplícano Mendieta, escritor de Los mayas: un pueblo elegido (1971) "Zula significa lirio en Maya o región donde esta planta abunda." Según Aplícano, "San Pedro tuvo que añadir Sula, del mismo modo que en El Salvador el pueblo de San Pedro agregó el de Perulapan, que era el toponímico indígena de la región."
Lo que sí está establecido es que la palabra "Sula" es una abreviatura de la palabra "Usula" (Valle de Pájaros), antiguo nombre del valle donde se encuentra localizada actualmente San Pedro y "cuyos rasgos etimológicos son los siguientes: Sula, Zula, Usula, Sola, Solía, de Zolin o Zulin." según Carmen Fiallos.

## Historia

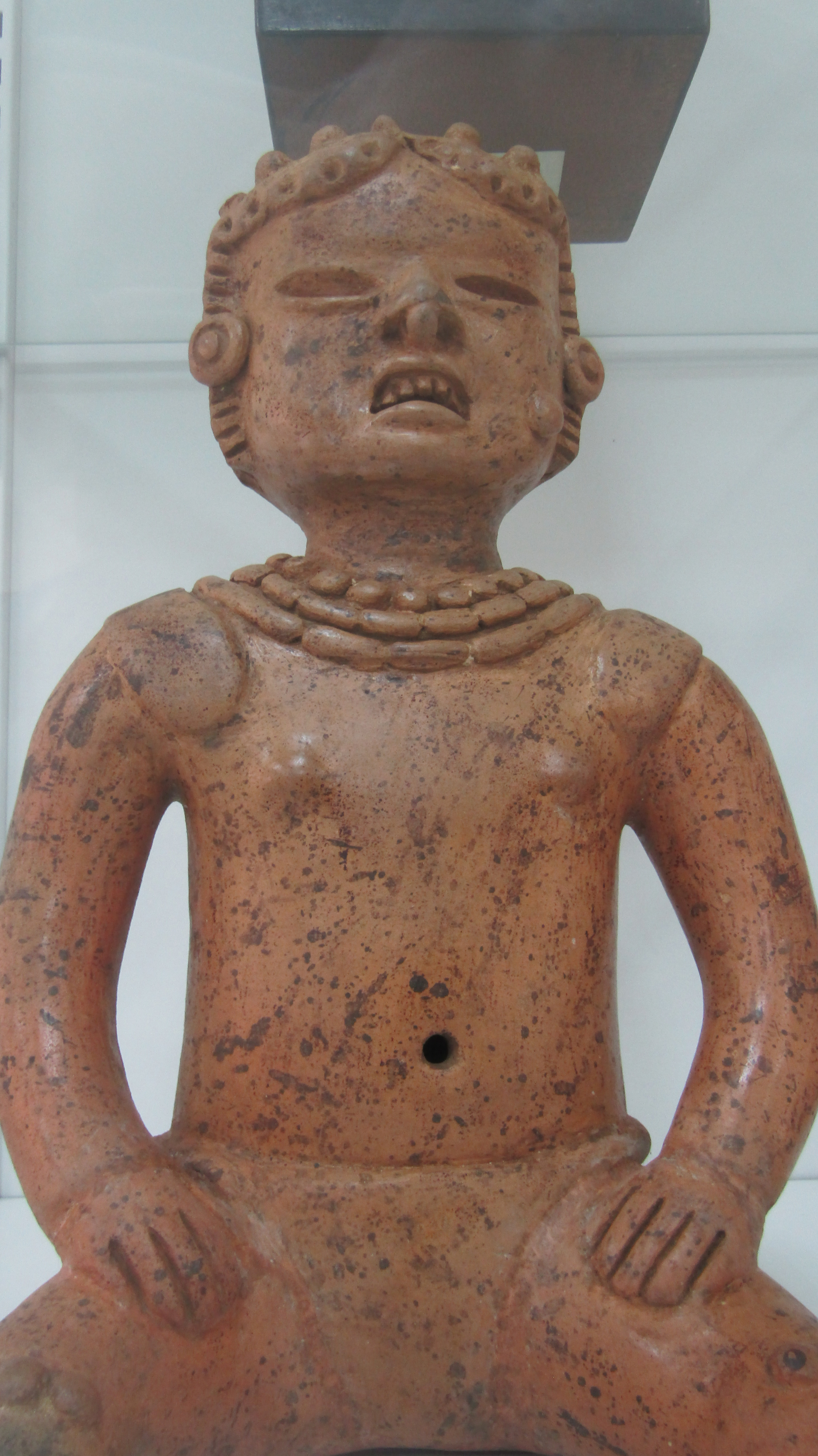
Figura humanoide encontrada en el Valle de Sula, antes de la conquista este fue un centro de encuentro para las culturas precolombinas del territorio que hoy conforma Honduras.

### SigloXVI
Luego de vencer en una "guerra brutal" a varios cacicazgos que ocupaban el valle de Sula", Pedro de Alvarado fundó, el 27 de junio de 1536, la villa de San Pedro de Puerto Caballos. Según lo describe Gerónimo de San Martín escribano del rey Carlos V, "el muy magnífico señor don Pedro de Alvarado, Adelantado de las provincias de Guatemala, capitán general" y "justicia mayor" de la gobernación de Honduras "fundó" y "pobló la villa de San Pedro de Puerto de Caballos", "hizo repartimiento general de los pueblos é indios naturales de la tierra á los vecinos...pobladores y conquistadores" de la villa.
Al momento de la conquista, San Pedro Sula y sus alrededores se encontraba densamente poblada. Los indios fueron tomados por miles, marcados como ganado, se los dividieron entre los españoles y estos los trataron con la máxima crueldad. Creyendo que el suministro de indios sería inagotable, los obligaban a trabajar más allá de su resistencia en las plantaciones y minas, donde solo la muerte aliviaba a los pobres indios de su sufrimiento.
Tal era el exceso de trabajo que se les imponía a los indígenas, -dice el historiador, José Milla en su libro, "Historia de Centroamérica"- en el año de 1539, a su regreso de España, para reasumir el gobierno de Guatemala, conquistado por él unos años antes; Alvarado tenía un camino hecho desde Puerto Caballos hasta San Pedro. Este camino era lo suficientemente amplio como para permitir que pasaran dos trenes de mulas cargadas. Fue terminado en el corto espacio de diez días por los indígenas, para que Alvarado, su esposa, doña Beatriz, sus criadas y seguidores cruzaran con comodidad su pesado equipaje y armamento." Los indígenas que ocupaban el valle de Sula, aproximadamente cincuenta mil cuando se impuso el terror español", se vieron reducidos a la mitad. Para 1582 la población indígena sampedrana era de 415 indios, y 135 en 1735.
Originalmente la villa se estableció en el pueblo indígena llamado "Tholoma", al norte de la actual ciudad y muy próxima a Puerto Cortés. Debido a esta proximidad con el puerto, la villa de San Pedro fue víctima de ataques y saqueos por piratas europeos que desembarcaban en ese puerto.
En 1592 piratas franceses desembarcaron en Puerto Caballos. Se tomaron el puerto, "quemaron la población y enardecidos con la victoria, quisieron continuar hacia San Pedro Sula," con el propósito de destruir la villa. Pero estos fueron frenados por "el comendador Jerónimo Sánchez de Carranza (Gobernador de la provincia de Honduras), quien marchó a su encuentro, al frente de algunos españoles, vaqueros arrieros e indios flecheros."

### SigloXVII

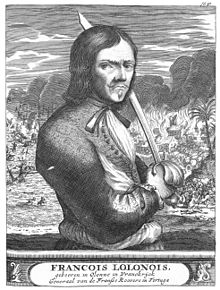
Jean-David Nau, más conocido como François l'Olonnais o 'El Olonés', pirata que atacó la villa en el.

A finales de la década de 1660, Jean-David Nau, más conocido como François l'Olonnais o 'El Olonés' luego de haberse tomado Puerto Caballos (Puerto Cortés) se dirigió con dirección a la villa de San Pedro. A su arribo, El Olonés observó "lo bien fortificado de la villa." "La rodeaban, además, trincheras y barrizales sembrados de espinas." "Esto aumentó el coraje del pirata". El Olonés consolidó a sus hombres e inició el combate. -De acuerdo al escritor Pedro Pérez Valenzuela- "...Recio se defendían los de San Pedro. Cuatro horas duró la lucha, reñida y porfiada. Treinta hombres había perdido el Olonés y tenía veinte heridos. En medio de todo "esto los sampedranos le pidieron" tregua "y le prometieron entregarle la villa con la condición que se les permitiera a los moradores dos horas para desocuparla."
"El Olonés aceptó convencido de que de lo contrario, la lucha se prolongaría quien sabe por cuanto tiempo y con que resultado pues los españoles se defendían con bravura. Vencido el plazo, entró a la villa y se encontró con que los vecinos se habían llevado sus riquezas, los comerciantes" ocultaron "sus mercancías y apenas quedaba una pequeña porción de índigo." Tras el fracaso, El Olonés quemó la villa. Por acciones como éstas y otras, las autoridades españolas de San Pedro Sula, se vieron en la necesidad de reubicar la villa en más de una oportunidad. Hasta que finalmente, se terminaron por establecer al sur del poblado indígena de Azula, cerca del "Río de las Piedras".

### SigloXVIII
En 1775 se terminó de construir la Fortaleza de San Fernando de Omoa. Este lugar se convirtió en un importante puerto para el país y provocó el ascenso de San Pedro, como vía intermedia para el transporte de productos hacia el interior de Honduras y viceversa. Durante este período (1714–1789) la población de San San Pedro aumentó de 70 habitantes a 375.

### SigloXIX
Según el historiador, Darío Euraque, después de la independencia de Honduras en 1821, "San Pedro Sula siguió siendo una empobrecida aldea o pueblo que sobrevivía simplemente como consecuencia de sus funciones como traspatio comercial para varias redes comerciales entre Omoa y el interior del país" rumbo hacia las más prósperas regiones de la zona occidental de Honduras. El 28 de junio de 1825, el estado de Honduras bajo la dirección del jefe de Estado, Dionisio de Herrera dividió administrativamente al país en 7 departamentos, quedando San Pedro Sula ubicada en el departamento de Santa Bárbara. 
Fruto de la interconexión entre las poblaciones de San Pedro Sula y Omoa varias familias nativas de Omoa se establecieron en San Pedro Sula, usualmente familias de origen español o de los primeros migrantes Europeos de inicios del siglo XIX que llegaban al puerto de Omoa. Se destaca al primer Comandante General Juan José Morales que a pesar de ser vecino de Omoa poseía tierras en el Norte de la actual ciudad y llegó a ser administrador del Distrito de San Pedro de Usula (como se le conocía originalmente) en los primeros años de la República. 
A finales del siglo XIX, San Pedro Sula pasó de ser una simple aldea de descanso y tránsito comercial a convertirse en una generadora y exportadora de productos agrícolas. En 1890, se habían construido 37 millas del ferrocarril entre Puerto Cortés y San Pedro Sula. Además San Pedro contaba ya con 5000 habitantes (1891) dedicados en su mayoría a la agricultura. Solamente tres años antes (1888), 54 mil libras de café fueron exportadas a los Estados Unidos. Asimismo, en ese mismo año, San Pedro exportó 39 mil libras de zarzaparrilla, 1311 libras de índigo, 30 mil libras de caucho y 100 mil racimos de banano hacia los Estados Unidos.
Dos años después (1890), San Pedro aumentó su producción de café y banano. Se produjo durante este tiempo, 180 mil libras de café para exportación y fueron enviados a Estados Unidos 400 mil racimos de banano según lo reportó el cónsul de EE. UU. en Honduras, James Peterson el 6 de junio de 1891. Durante este período, el general Domingo Vásquez, presidente de la República, creó el Departamento de Cortés (4 de julio de 1893), y señaló a San Pedro Sula, como la cabecera Departamental.

### SigloXX

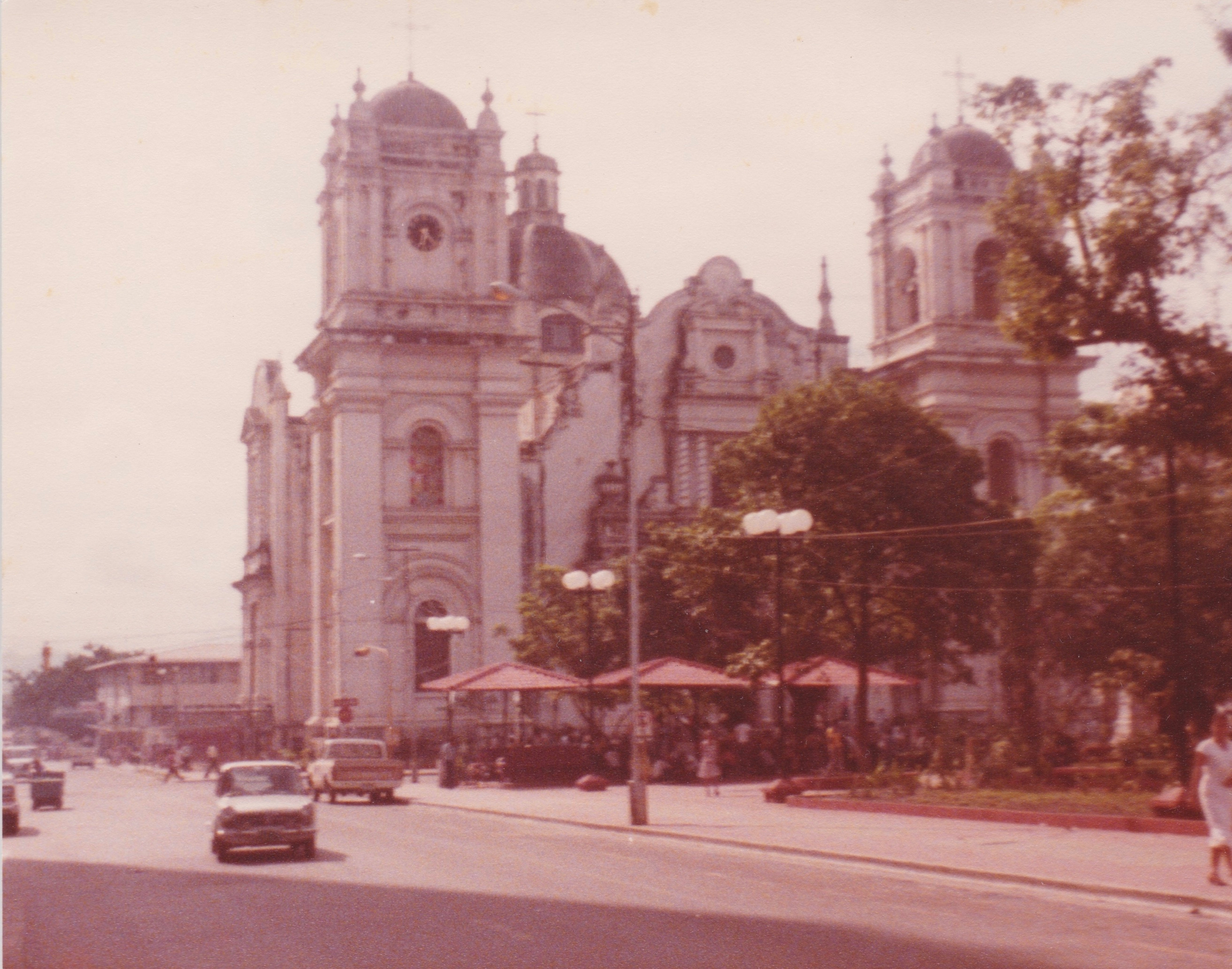
Vista de la catedral de San Pedro Sula en 1980, ubicada en el centro histórico de la ciudad.

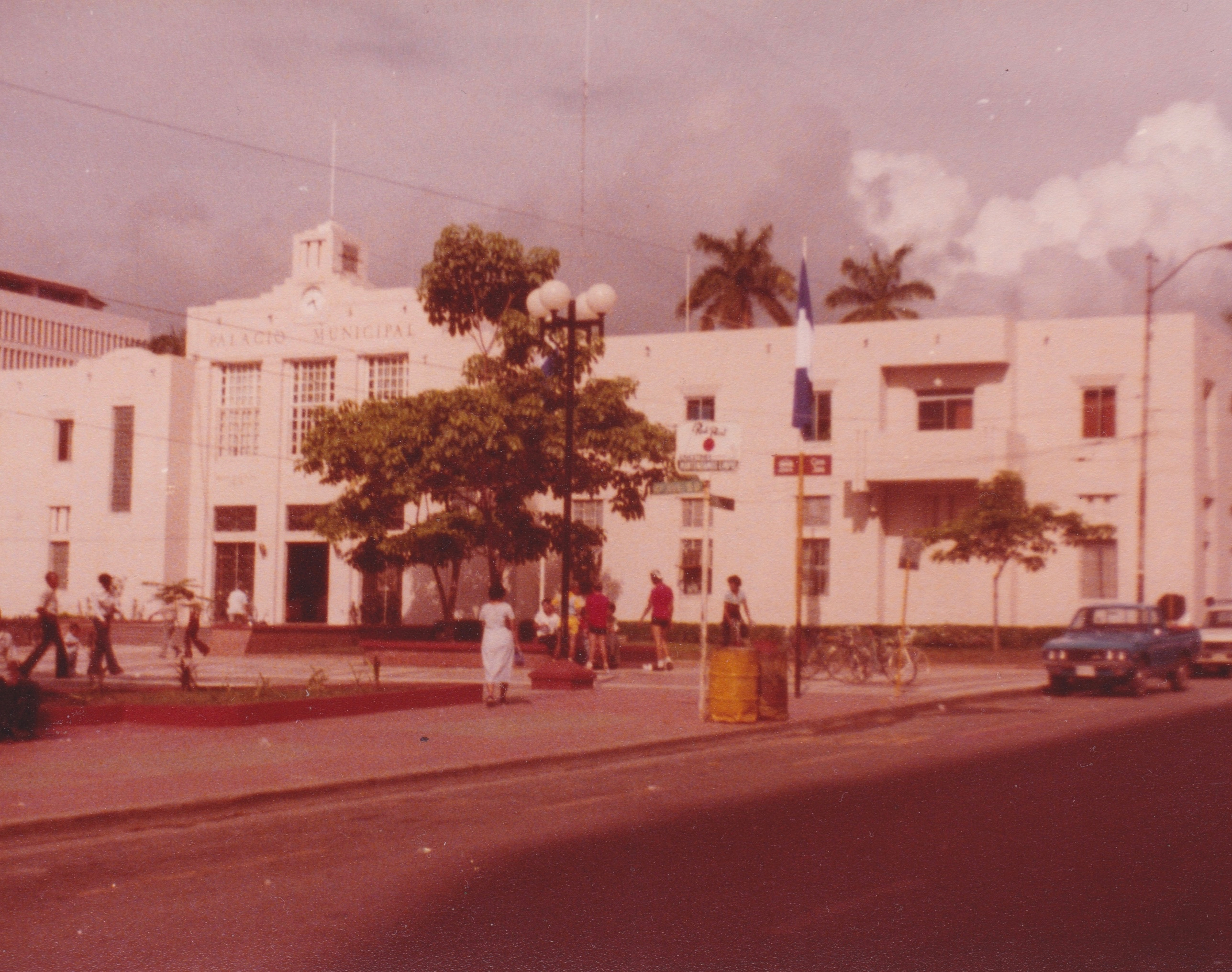
Vista del ayuntamiento de San Pedro Sula en 1980, ubicado en el parque central de la ciudad.

El auge del cultivo del banano y la llegada de las empresas transnacionales lideradas por William F. Streich y Samuel Zemurray,
marcó el despegue económico y demográfico de San Pedro Sula. Fuertes corrientes migratorias, desde el interior del país, así como extranjeros palestinos, norteamericanos, y europeos llegaron para contribuir con el desarrollo de la ciudad. Sin embargo, la llegada de estas empresas extranjeras, significó que los bananeros independientes hondureños perdieron el control de las plantaciones de bananeras.
Entre 1920 y 1930, la producción del banano representó para Honduras entre el 75 y el 85 por ciento de las exportaciones. San Pedro Sula se vio beneficiada enormemente de los impuestos provenientes de las compañías bananeras. Más aún que ninguna otra municipalidad del departamento de Cortés. Esto estimuló en gran medida, el desarrollo de la ciudad, que para 1949 ya contaba con más de 21 mil habitantes. Durante el resto del siglo XX, la ciudad llegó a convertirse en el centro comercial más dinámico del país, con sus fábricas y casas comerciales participando en el comercio internacional.

### Época actual

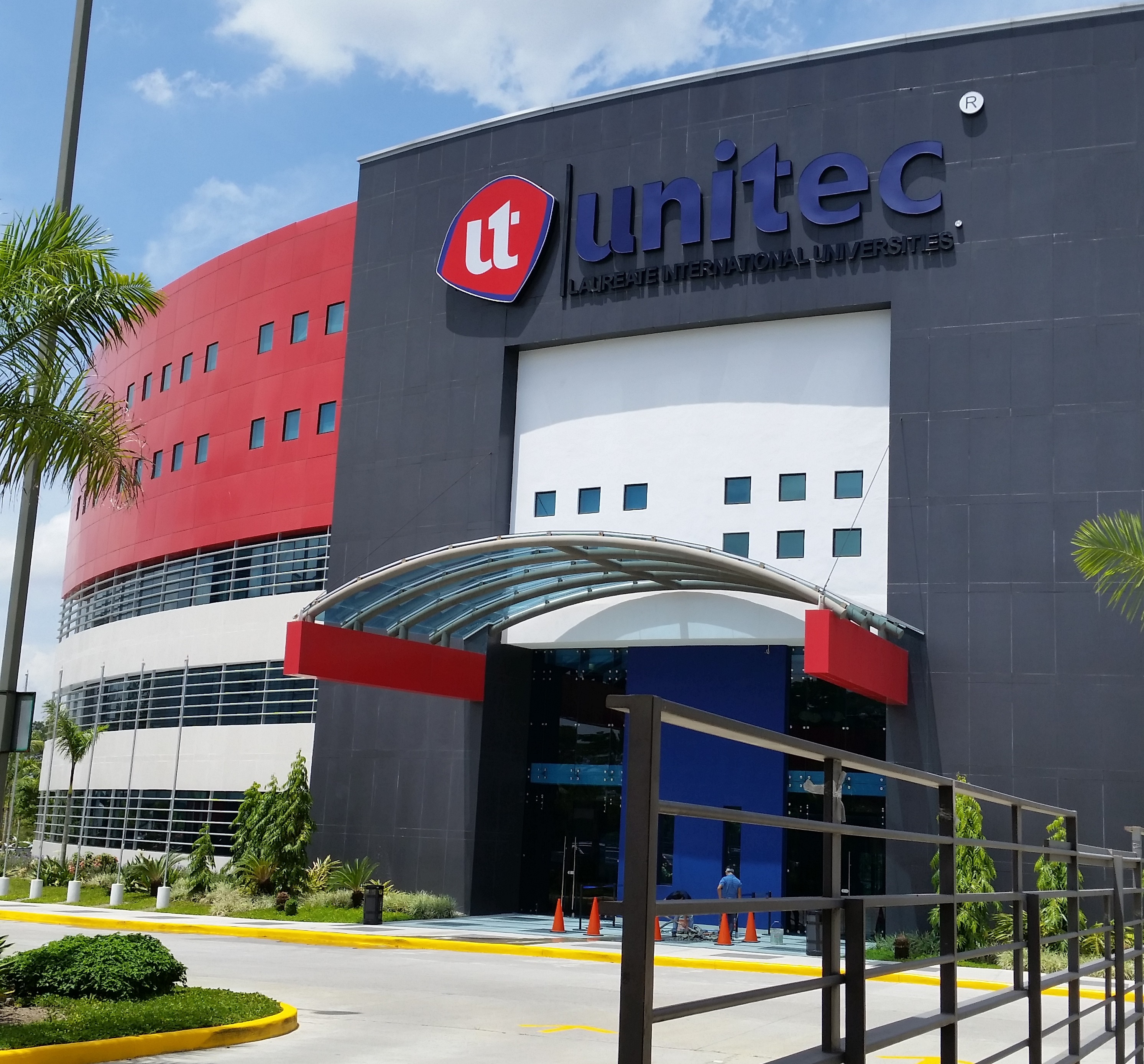
Universidad Tecnológica Centroamericana de UNITEC

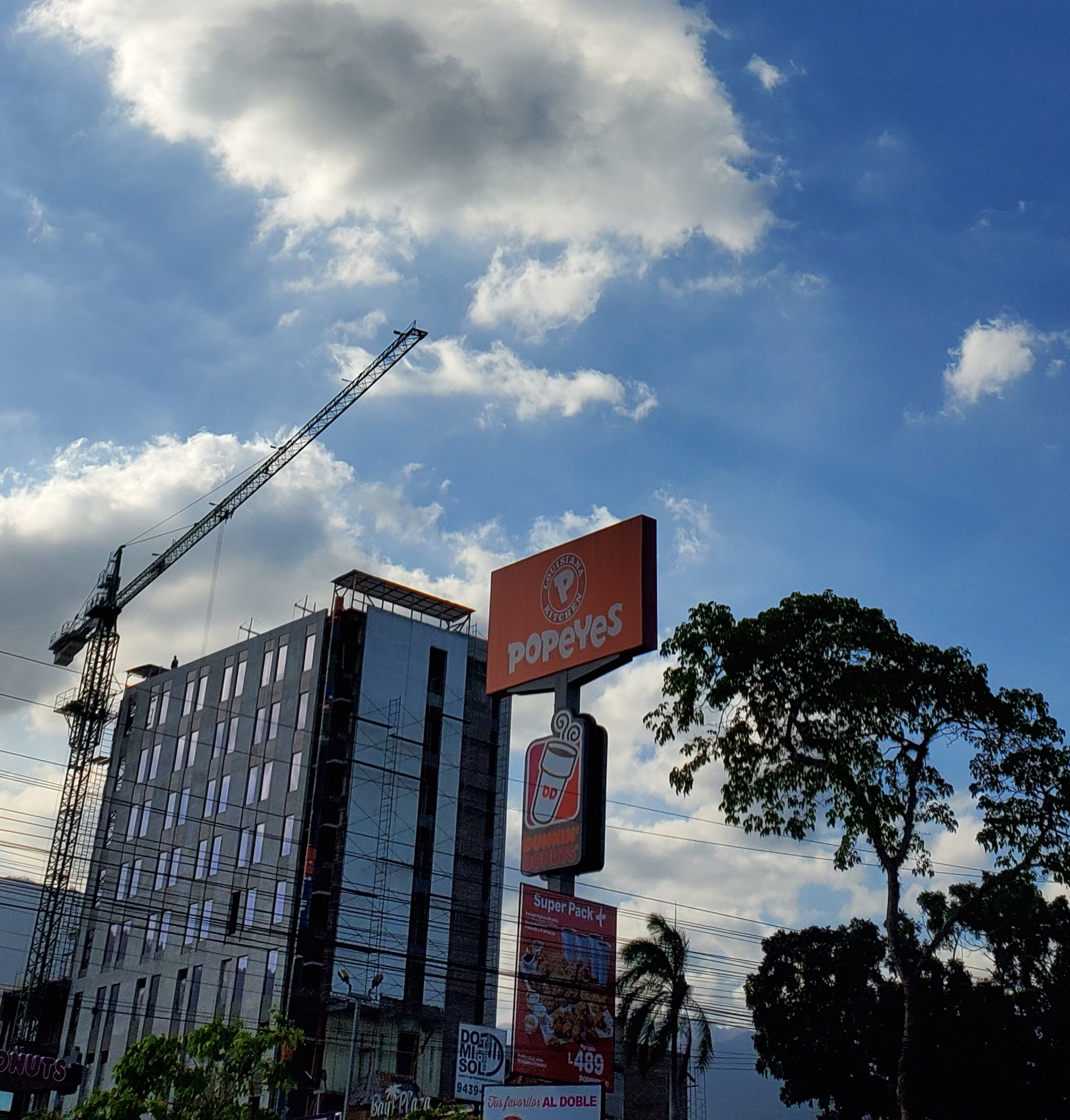
Edificio en San Pedro Sula

#### Crecimiento poblacional
Las causas de la difícil situación en la que se encuentran los habitantes de esta ciudad, se debe a diversos factores, entre ellos: la masiva inmigración de personas provenientes de otras regiones del país en busca de mejoras económicas o sociales, para el año 2019 San Pedro Sula se ubica en la posición 33 de las 50 ciudades más violentas del mundo siendo la ciudad que mejor avanza actualmente y un referente en cuanto a la seguridad de sus ciudadanos.[cita requerida]
Según La Prensa, uno de los diarios más influyentes de la ciudad, "En los bordos de contención de los ríos que cruzan San Pedro Sula hay más habitantes que en cualquier municipio de Honduras: diez mil familias, o sea, unas 50 000 personas en una extensión de unos 50 kilómetros lineales[...] En esta zona hay de todo: personas que recogen desechos en decenas de barrios y colonias de la ciudad, principalmente botellas de plástico y latas, lustrabotas...madres solteras, delincuentes, drogadictos y hasta “bordotenientes”, es decir, personas que poseen cuarterías de alquiler y, a pesar de que viven allí, tienen casas en elegantes colonias residenciales."

#### Crimen
La mayoría de este ambiente de violencia es causado por las maras (Mara Salvatrucha, M18, Narcotráfico, Crimen Organizado, extorsionadores) y en lamentables casos los organismos de derechos humanos relacionan el asesinado de personas por escuadrones de la muerte que responden al estado de Honduras como ser el caso sonado de la ambientalista Berta Cáceres  asesinada por su oposición a la destrucción de territorios ancestrales de su pueblo (Lencas Honduras), por proyectos mineros y proyectos hidroeléctricos concesionados en extrañas circunstancias. Debido a esto [...] "De 2005 a junio de 2010 hubo 21.364 muertes violentas, de las que 16.958 (79,38%) fueron provocadas por armas de fuego." De acuerdo al CONADEH  "La mayoría de muertes violentas que ocurren en Honduras no son causadas por armas como tanques o aviones de guerra, sino que por armas como la AK-47, rifle de asalto, ametralladora, revólver[...]" En Honduras, "Cuestiona ese organismo que la Ley de Control de Armas de Fuego Municiones Explosivos y Similares es demasiada permisiva[...] Actualmente San Pedro Sula continúa en la lista de las 50 ciudades más violentas del mundo (puesto 26).
Problemas como estos, sumados a la falta de oportunidades, educación y prevención, tuvieron a San Pedro Sula por cuarto año consecutivo como la ciudad más violenta del mundo. Esta situación que entre muchas otras cosas, afecta la economía de la ciudad, ha llevado al alcalde Armando Calidonio, a solicitar ayuda económica, y militar al gobierno central de Juan Orlando Hernández. El presidente ha respondido con pelotones de la Policía Militar, así como en obras de prevención, como la construcción de un parque infantil en la comunidad de Chamelecón una de las más afectadas por la delincuencia.

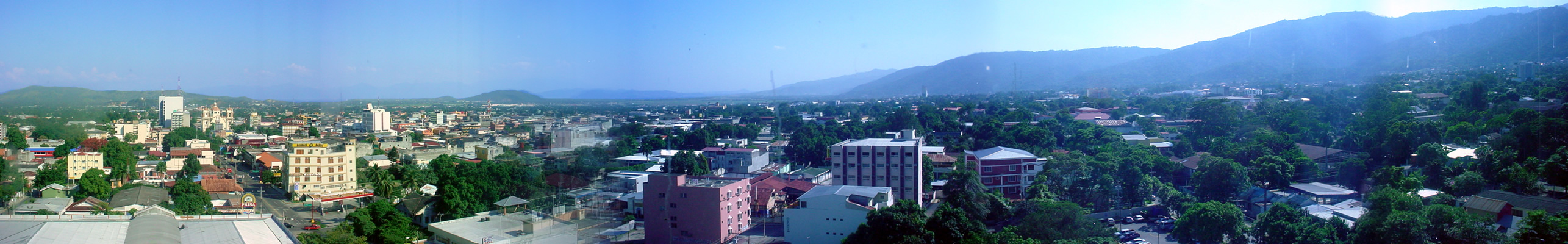
Vista panorámica de la ciudad.

## Geografía

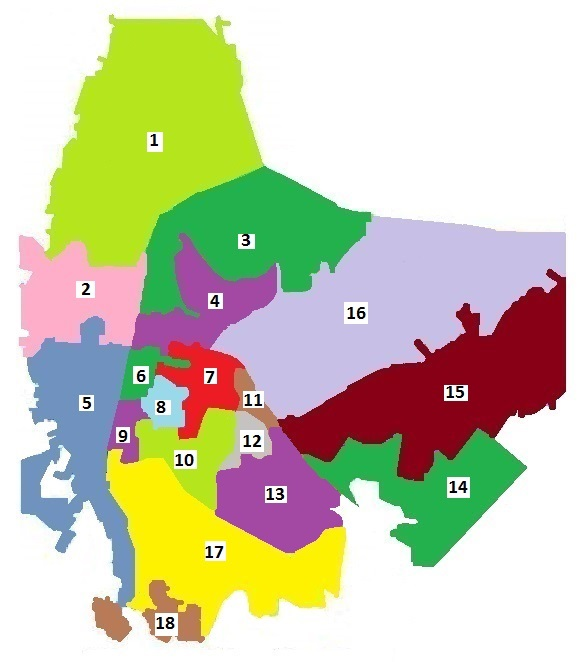
Distritos de San Pedro Sula

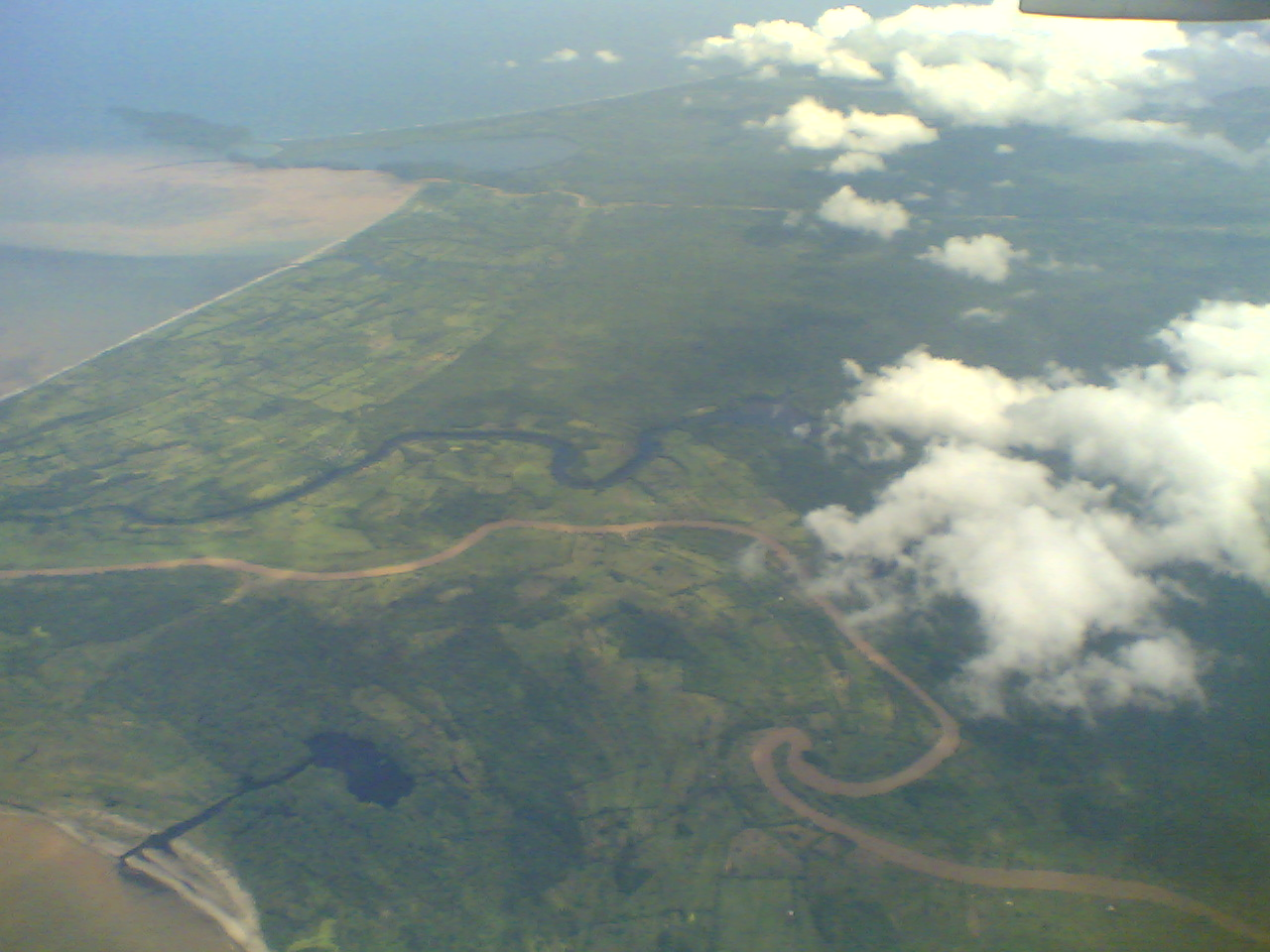
Vista aérea del valle de Sula.

San Pedro Sula está ubicada en la porción oeste del valle de Sula, en el norte del territorio hondureño y en el departamento de Cortés, siendo su capital política desde el 4 de julio de 1893.
San Pedro Sula se encuentra ubicada en una buena posición geográfica, en relación con las ciudades más importantes del país. La capital Tegucigalpa, se encuentra a 244 km (152 millas) de San Pedro Sula. Puerto Cortés, el puerto más importante del país y de Centroamérica, está a solo 58 km hacia el norte. Mientras que las ciudades turísticas de Tela y La Ceiba, se encuentran a 62 millas (99 kilómetros) y 203 km (126 millas) respectivamente. Santa Rosa de Copán cerca de la frontera con Guatemala está a 160 km (99 millas) de distancia.
| Orientación | Límite                                |
| ----------- | ------------------------------------- |
| Norte       | Municipio de Omoa, Cortés             |
| Norte       | Municipio de Choloma, Cortés          |
| Sur         | Municipio de Villanueva, Cortés       |
| Este        | Municipio de La Lima, Cortés          |
| Oeste       | Municipio de Quimistán, Santa Bárbara |

### Topografía
La ciudad consta de una topografía plana con una ligera inclinación hacia el oriente, al sur con el río Chamelecón y al oeste con la montaña del Merendón. "Por sus características topográficas San Pedro Sula puede dividirse en dos zonas: (1) La Zona de Reserva de la Cordillera del Merendón, que ocupa 395 km² y vertiente Oeste y la zona del valle de Sula.  En la zona del Merendón se encuentran las fuentes productoras de agua para abastecimiento de la ciudad y parte del ecosistema Parque Nacional Cusuco."
La vertiente este también forma parte de la cordillera del Merendón y tiene un área de 230,3 km². Estas zonas poseen un relieve que varía de colinosos escarpado, con altitudes hasta de 2242 m s. n. m. en el punto más alto del Cusuco y un mínimo de 200 m s. n. m. En las cuencas del Merendón el 70% de las pendientes son superiores al 50%, el 27% son pendientes entre el 30% -50% y solamente un 2,5% son pendientes menores del 30%."
La zona del valle de Sula comprende la ciudad de San Pedro Sula y el área suburbana. En esta zona, aproximadamente un 65% es planicie con pendientes menores del 10%, existiendo algunos altos relieves como los cerros Chotepe, Campisa y Tres Pasos. En esta zona se encuentran diversas clases de tierra, así como las principales áreas de suelos agrícolas de la zona norte de Honduras, por lo tanto, estos suelos son aptos tanto para la agricultura como para el cultivo de la caña de azúcar, y plantaciones de banano.

## Clima

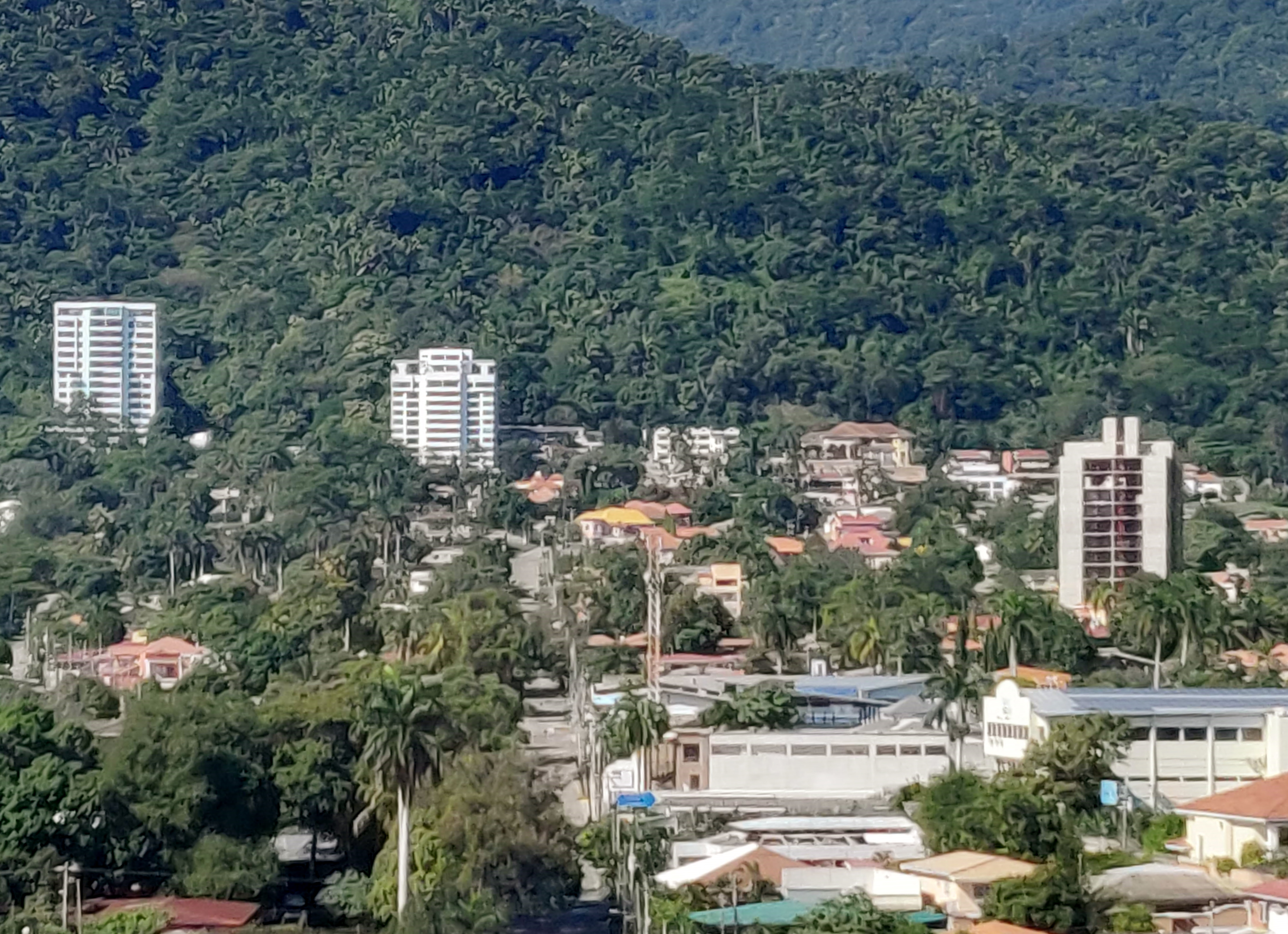
San Pedro Sula en un día soleado.

De acuerdo con la clasificación climática de Köppen, el clima de San Pedro Sula se puede considerar de transición entre el clima tropical de sabana (Aw) y el clima tropical monzónico (Am), tendiendo más al primero. La temporada húmeda en San Pedro Sula se extiende durante todo el año, debido a las constantes precipitaciones todos los meses. Los meses de marzo y abril son los meses más calurosos  de la ciudad. La temporada lluviosa o invierno de San Pedro Sula se extiende desde el mes de mayo hasta noviembre, lo cual ayuda a enfriar un poco la temperatura. Los meses de agosto son generalmente los meses más húmedos. San Pedro Sula mantiene temperaturas cálidas y húmedas casi todo el año, excepto desde noviembre hasta mediados de febrero, el clima se atempera con los frentes fríos que vienen del norte, logrando que las temperaturas desciendan hasta los 15 °C cuando son realmente fuertes las olas de frío polares. La temperatura más baja que se ha registrado en San Pedro Sula (dato no oficial) fue de 11 °C, registrado en 1911.
| Parámetros climáticos promedio de San Pedro Sula, Honduras (Aeropuerto Internacional Ramón Villeda Morales) 2018–2023                       | Parámetros climáticos promedio de San Pedro Sula, Honduras (Aeropuerto Internacional Ramón Villeda Morales) 2018–2023 | Parámetros climáticos promedio de San Pedro Sula, Honduras (Aeropuerto Internacional Ramón Villeda Morales) 2018–2023 | Parámetros climáticos promedio de San Pedro Sula, Honduras (Aeropuerto Internacional Ramón Villeda Morales) 2018–2023 | Parámetros climáticos promedio de San Pedro Sula, Honduras (Aeropuerto Internacional Ramón Villeda Morales) 2018–2023 | Parámetros climáticos promedio de San Pedro Sula, Honduras (Aeropuerto Internacional Ramón Villeda Morales) 2018–2023 | Parámetros climáticos promedio de San Pedro Sula, Honduras (Aeropuerto Internacional Ramón Villeda Morales) 2018–2023 | Parámetros climáticos promedio de San Pedro Sula, Honduras (Aeropuerto Internacional Ramón Villeda Morales) 2018–2023 | Parámetros climáticos promedio de San Pedro Sula, Honduras (Aeropuerto Internacional Ramón Villeda Morales) 2018–2023 | Parámetros climáticos promedio de San Pedro Sula, Honduras (Aeropuerto Internacional Ramón Villeda Morales) 2018–2023 | Parámetros climáticos promedio de San Pedro Sula, Honduras (Aeropuerto Internacional Ramón Villeda Morales) 2018–2023 | Parámetros climáticos promedio de San Pedro Sula, Honduras (Aeropuerto Internacional Ramón Villeda Morales) 2018–2023 | Parámetros climáticos promedio de San Pedro Sula, Honduras (Aeropuerto Internacional Ramón Villeda Morales) 2018–2023 | Parámetros climáticos promedio de San Pedro Sula, Honduras (Aeropuerto Internacional Ramón Villeda Morales) 2018–2023 |
| Mes | Ene. | Feb. | Mar. | Abr. | May. | Jun. | Jul. | Ago. | Sep. | Oct. | Nov. | Dic. | Anual |
| --- | --- | --- | --- | --- | --- | --- | --- | --- | --- | --- | --- | --- | --- |
| Temp. máx. abs. (°C) | 35.0 | 39.5 | 42.8 | 42.0 | 41.2 | 41.1 | 38.0 | 37.8 | 37.2 | 37.8 | 37.5 | 37.0 | 41.8 |
| Temp. máx. media (°C) | 29.8 | 30.4 | 33.0 | 34.0 | 35.2 | 34.3 | 33.3 | 33.4 | 33.5 | 31.6 | 30.2 | 28.7 | 32.3 |
| Temp. media (°C) | 23.7 | 24.1 | 25.8 | 27.1 | 28.1 | 26.4 | 27.1 | 27.0 | 26.9 | 26.0 | 24.7 | 23.7 | 26.0 |
| Temp. mín. media (°C) | 20.1 | 20.5 | 21.4 | 22.5 | 23.8 | 23.8 | 23.2 | 23.3 | 23.3 | 22.8 | 20.8 | 20.4 | 22.1 |
| Temp. mín. abs. (°C) | 11.0 | 10.0 | 13.4 | 15.0 | 17.2 | 17.0 | 17.9 | 18.9 | 18.9 | 13.9 | 12.0 | 12.8 | 10.0 |
| Precipitación total (mm) | 57.0 | 43.6 | 19.0 | 15.1 | 5.0 | 92.4 | 110.2 | 155.7 | 151.7 | 147.8 | 145.3 | 61.7 | 1004.5 |
| Días de precipitaciones (≥ 1.0 mm) | 6 | 5 | 3 | 4 | 4 | 10 | 10 | 10 | 10 | 10 | 9 | 8 | 89 |
| Horas de sol | 186.0 | 178.0 | 238.7 | 222.0 | 220.1 | 201.0 | 210.8 | 198.4 | 183.0 | 198.4 | 156.0 | 155.0 | 2347.4 |
| Humedad relativa (%) | 84 | 81 | 77 | 75 | 74 | 76 | 79 | 79 | 79 | 81 | 83 | 85 | 80 |
| Fuente: Estaciones Aeropuerto / La Cañada / Los Pozos; por INAMEH. Datos recogidos en un período de 79 años comprendidos entre 1927 y 2006. | | | | | | | | | | | | | |

## Gobierno
El actual alcalde es Roberto Contreras.

### Presupuesto
El presupuesto de la alcaldía es de 2280 millones de Lempiras. El PIB per cápita es de ciento cincuenta mil Lempiras.

## Demografía
San Pedro Sula es la ciudad con la más alta tasa de crecimiento poblacional de Honduras, a pesar de haber tenido un arranque bastante lento, desde su fundación en 1536. Darío Euraque señala que la población española y mestiza durante la época colonial fue de 20 en 1582, 70 en 1714, 357 en 1789 y 500 en 1801.

### Histórica
El desarrollo económico alcanzado a raíz de la llegada de las transnacionales bananeras a principios del siglo XX, impulsó en gran medida, el aumento poblacional de San Pedro Sula. En el año de 1900, la población llegaba a un total de 5000 habitantes. Diez años más tarde, la ciudad contaba con, 10 000 habitantes,
y un poco más de 21.000 para 1949.
Sobre el final del siglo XX y comienzos de este siglo XXI, el crecimiento de la población sampedrana se debió al establecimiento de parques industriales (ZIP) en el valle de Sula, lo cual generó "una expansión de magnitudes considerables" según un estudio realizado por el Proyecto de aguas y saneamiento de San Pedro en 2001.
 De acuerdo a los datos de la Dirección de Investigación de Estadística Municipal, Diem, en el año 1999 San Pedro Sula, había alcanzado la cifra de 515.206 habitantes (15% de la población urbana) y 538.100 para el 2004.

### Actualidad

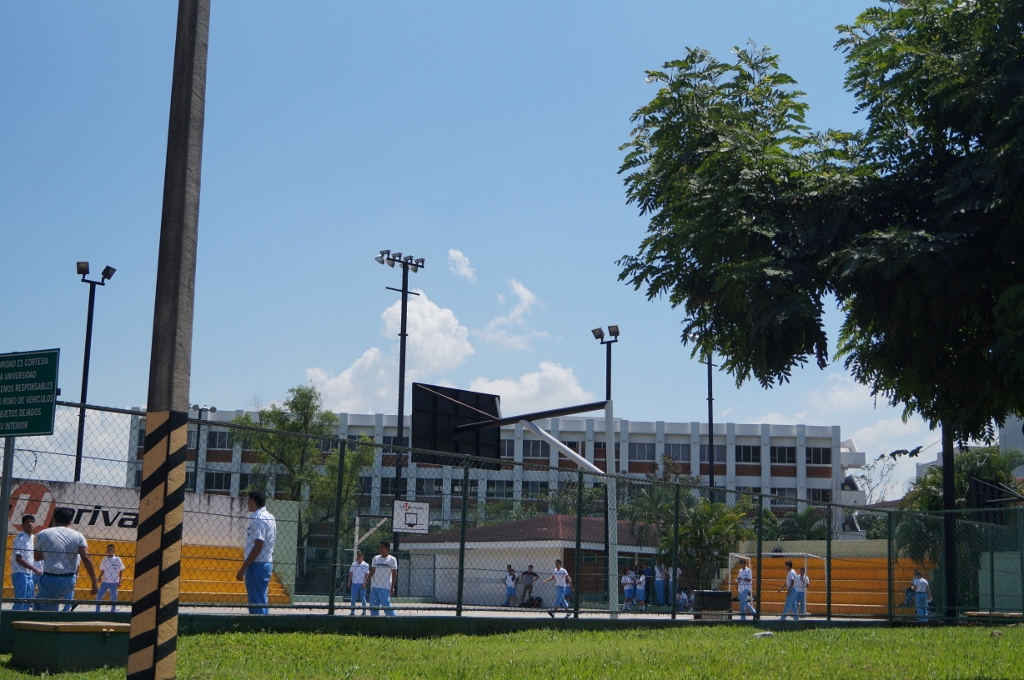
Estudiantes de la Universidad de San Pedro Sula, una de las principales universidades privadas de la ciudad.

Los datos de la población sampedrana en la actualidad (2010-2012) varían según la fuente. De acuerdo a las cifras proporcionadas por el Instituto Nacional de Estadística (INE) el municipio de San Pedro Sula contaba con una población estimada de 719.000 habitantes en 2010, mientras que la municipalidad de San Pedro Sula menciona una cifra de 874.561 habitantes en 2010. En cambio, el Ministerio de Asuntos Exteriores mencionó una población estimada de 1 000 000.
El jefe de la DIEM, René Landaverde expresa que, "según los datos de la DIEM, sólo 904.070 habitantes son nativos (residentes) de San Pedro Sula y el resto es población flotante que se ha establecido en la ciudad por determinados periodos de tiempo para buscar trabajo, estudiar o hacer algún tipo de negocio."
"El crecimiento poblacional de San Pedro Sula se ve notablemente reflejado en que en el área urbana ha mostrado un incremento del 112% en su superficie a partir de 1992, año en el cual era de 135,87 kilómetros cuadrados. Tiene un tamaño de 287.536 kilómetros cuadrados. Esto ha provocado que se reduzca el área rural en alrededor del 22% de su superficie de hace 18 años, cuando contaba con 701,7 kilómetros cuadrados y ahora sólo comprende 550,05 kilómetros cuadrados."
"Se maneja que en 2008 había 5500 familias que vivían en los bordos y en este momento se calcula que hay unas 7000. Basándose en las proyecciones, se calcula que en 2012 habrá unas 10.000 familias establecidas en estas áreas, lo cual aumentará el cordón de pobreza que rodea a la ciudad industrial. Las personas que han emigrado a los bordos en su mayoría son de los departamentos de Santa Bárbara, Copán y Lempira."
Actualmente, San Pedro Sula está dividida en ocho sectores. El sector suburbano noreste (6) representa el 28,6% total de habitantes de la ciudad. En el sector suburbano este (5) reside el 21% de la población, y el sector sureste representa el 14,5 %. Mientras que el sector menos poblado es el suroeste representando solamente el 2,8 de total de habitantes.

### Población árabe
Es muy notable que el 10% de su población es de origen árabe especialmente de palestinos.

## Deportes
En la historia deportiva de San Pedro Sula, resalta la organización con éxito, de los sextos Juegos Deportivos Centroamericanos. Estos se llevaron a cabo en el año de 1997, siendo la única ciudad no capital centroamericana, en albergar este evento. Para el año de 2009, San Pedro Sula fue seleccionada nuevamente para llevar a cabo los IX Juegos Deportivos Centroamericanos. Sin embargo, la crisis política que se originó en el país a raíz del golpe de Estado en contra del presidente, José Manuel Zelaya Rosales obligó a los organizadores a mover la sede a San Salvador y Ciudad de Panamá.
El fútbol es el deporte más popular de San Pedro Sula. La ciudad cuenta con dos clubes pertenecientes a la Liga Nacional de Fútbol Profesional de Honduras, el Real Club Deportivo España, y el Club Deportivo Marathón; juntos le han brindado más de quince títulos a la ciudad. Además de estos dos equipos, han participado en la Liga del Fútbol Profesional hondureño los equipos sampedranos, San Pedro, Dandy, Palestino y el Independiente.
Los juegos de la Liga Nacional de Fútbol Profesional y algunas divisiones inferiores, se llevan a cabo en los estadios Yankel Rosenthal (propiedad del Club Deportivo Marathón), el estadio Francisco Morazán y el estadio Olímpico Metropolitano. Este último, es la instalación deportiva más grande e importante de la ciudad, donde juega como local la selección de fútbol de Honduras. El estadio es una instalación deportiva multiuso, el cual fue construido en 1997 previo a los VI Juegos Deportivos de Centroamérica. Además, es el tercer estadio con más capacidad en la región centroamericana (aproximadamente 40 000 personas) después del estadio Cuscatlán en El Salvador y el Estadio Nacional Jorge "El Mágico" González también en El Salvador.

Además del fútbol los sampedranos practican varios otros deportes: El basketball, baseball, natación, voleibol, tenis, tenis de mesa, karate, etc. Para estos deportes, la ciudad cuenta con instalaciones deportivas como el gimnasio La Salle, el gimnasio Municipal, el Cafetorium EIS, el Walter López Reyes, entre otros.

## Economía

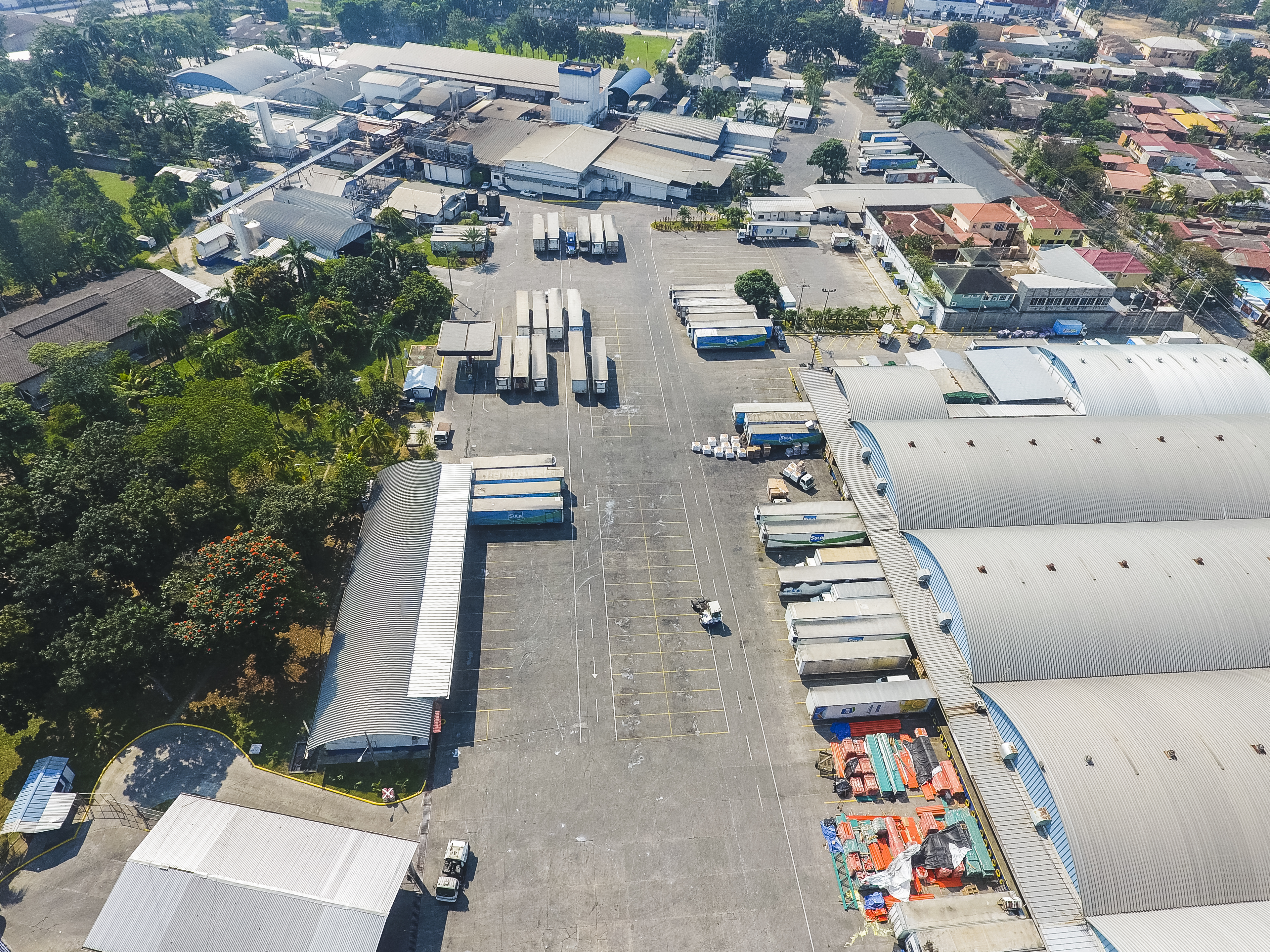
Vista de una fábrica dentro de la ciudad. La industria es un sector clave para la ciudad, aportándole a la ciudad su apodo de "capital industrial de Honduras".

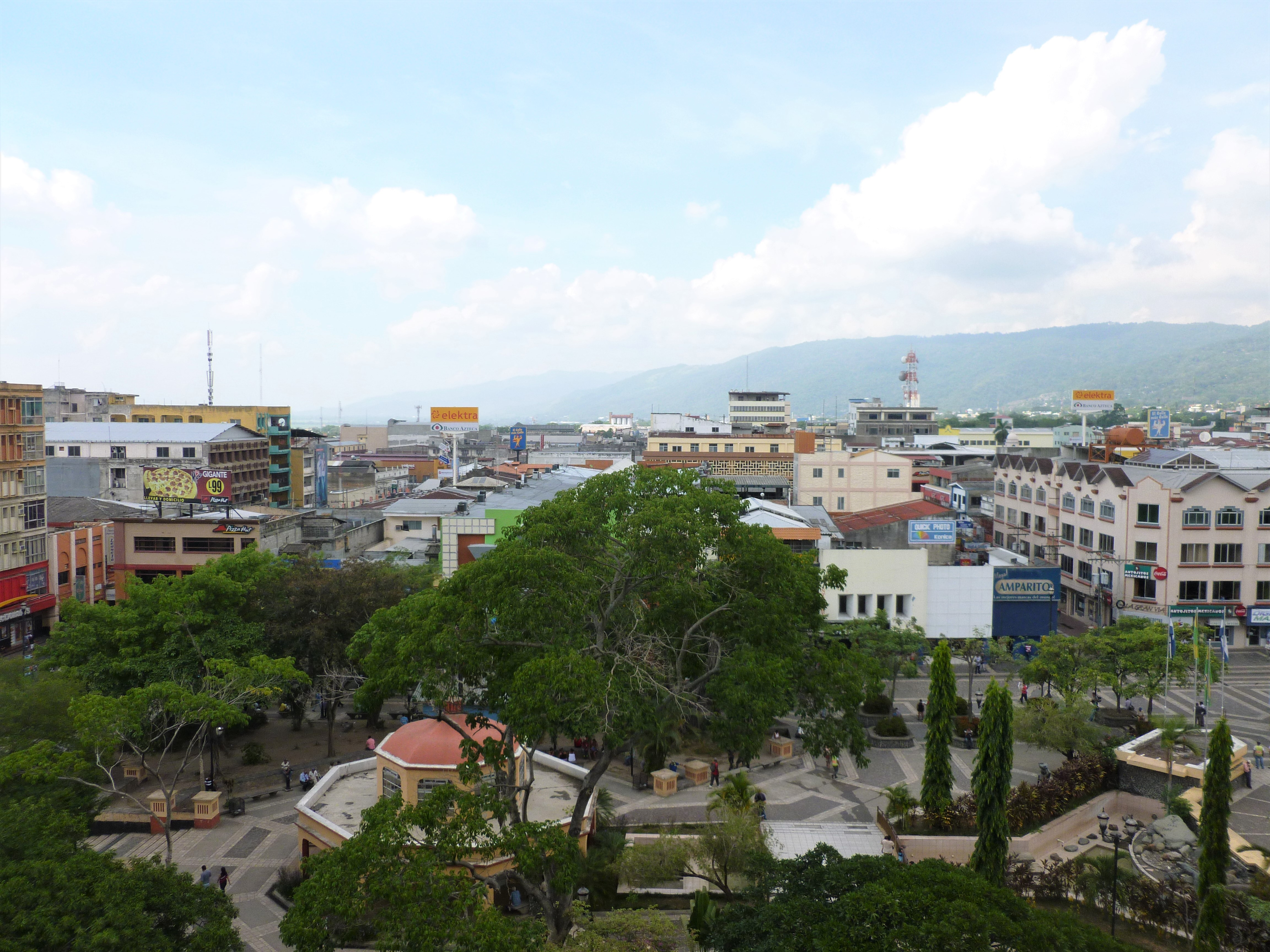
Vista del centro de la ciudad donde se encuentra mucho comercio, mercados y actividad de servicios como la banca.

Según Raúl Reina, director ejecutivo de la Cámara de Comercio e Industrias de Cortés, CCIC, indica que “San Pedro Sula está tomando la orientación de ser una ciudad de servicios." Este economista, explica que "el sistema empresarial de la ciudad está distribuido de la siguiente forma: un 52% de empresas son del sector servicios, un 28% en el comercio y un 20% es industria."A criterio de Reina, las nuevas actividades económicas en que San Pedro Sula puede repuntar, es “turismo de negocios o de convenciones porque se tiene la infraestructura necesaria, ya se cuenta con centros de convenciones." Además "existen hoteles de primera categoría y restaurantes de todo tipo”.
Para otros economistas como Daniel Facussé, presidente de la Asociación Hondureña de Maquiladores (AHM) el crecimiento de San Pedro Sula podría ser mayor, pero la inseguridad ha estancado la apertura de nuevos negocios. Asimismo, el factor de capacitación a los empleados ya existentes es otra preocupación de las organizaciones empresariales como la CCIC y la Asociación Hondureña de Maquiladores (AHM), que anualmente firman contratos con el Instituto de Formación Profesional (INFOP), para orientar y reforzar a sus colaboradores en áreas específicas. Facussé coincide con Reina y asegura que "San Pedro Sula será una ciudad de servicio”.
En San Pedro Sula también se encuentra uno de los centros de negocios más grandes en Centroamérica ya que se encuentra "Altia Business Park" proveyendo trabajo a más de quince mil personas en la ciudad. Uno de los rubros que más ha tenido crecimiento en la ciudad es el de los "call centers" ya que en la ciudad se encuentran una alta tasa de anglohablantes, brindando servicios a múltiples compañías dentro de los Estados Unidos y el mundo.

### Industria
El municipio de San Pedro Sula, es la zona industrial más importante del país. Más de 20 ramas industriales generan un alto porcentaje de los ingresos de la población sampedrana. Entre éstas se encuentran: Industria farmacéutica, Llamadas Heladas, hule, refrescos y cervezas, textíles, algodón, imprentas, plásticos, tabaco, cosméticos, sueros, procesadoras de carne, concreto, jabón, pinturas, entre otras.
"A esta lista se agregan otras actividades como aplicación de pinturas industriales, clínicas de salud, laboratorios clínicos, laboratorios fotográficos, talleres automotrices y talleres de enderezado y pintura. La mayoría de las industrias está localizada en la zona centro, dentro del anillo periférico, con algunas industrias a lo largo de los corredores hacia el sur, Oriente y Norte." "La pequeña y mediana industria muestra una localización central, anticipando descargas importantes provenientes de clínicas, talleres mecánicos, talleres de enderezado y pintura y talleres fotográficos."

### Servicios
En los últimos años la rama de servicios al público ha crecido enormemente. La ciudad cuenta con más de veinte instituciones bancarias. De estas, la mitad se constituyeron en la última década del siglo XX. Además, las compañías de seguros han aumentado, y con la construcción de modernos centros comerciales como, Megaplaza, el Metroplaza, el City Mall, Mall Galerías del Valle, Plaza Pedregal, Plaza Santa Mónica, Plaza Moderna, Altara Shopping & LifeStyle Center entre otras; el comercio se ha expandido. Otro sector de servicios que ha crecido es el de salud, como hospitales que cuentan con tecnología avanzada, además de las clínicas privadas.

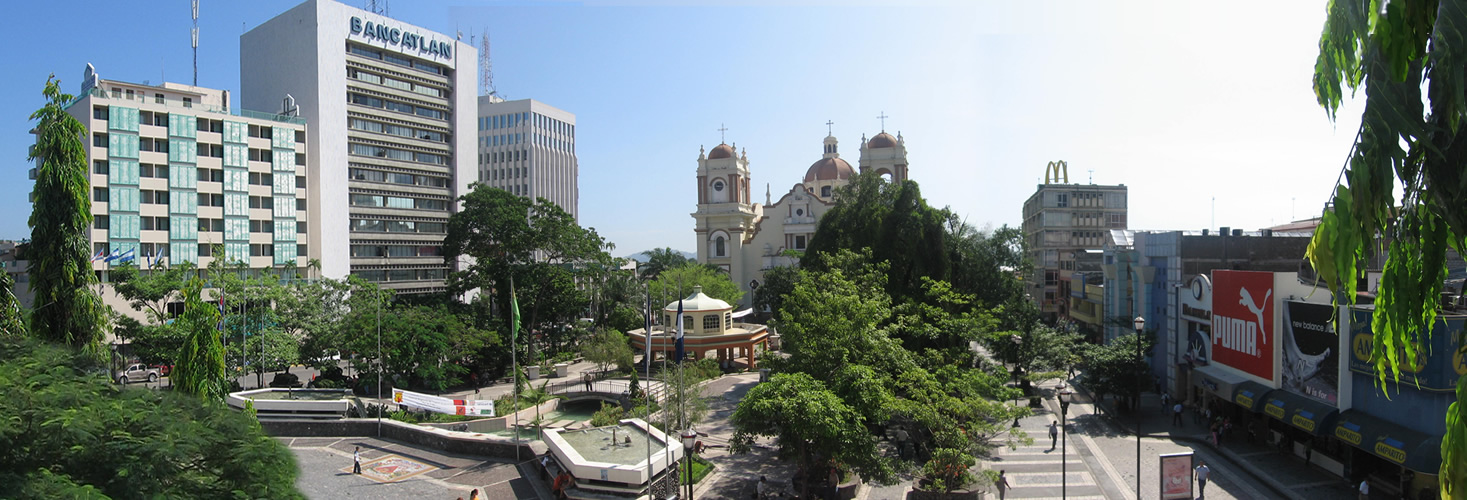
Vista del parque central de San Pedro Sula, a la izquierda edificios del Gran Hotel Sula, edificio Bancatlan, al centro la Catedral de San Pedro Apóstol y a la derecha centros comerciales.

## Infraestructura
El 30 % del presupuesto de la alcaldía o 672 millones es invertido en infraestructura.

### Transporte

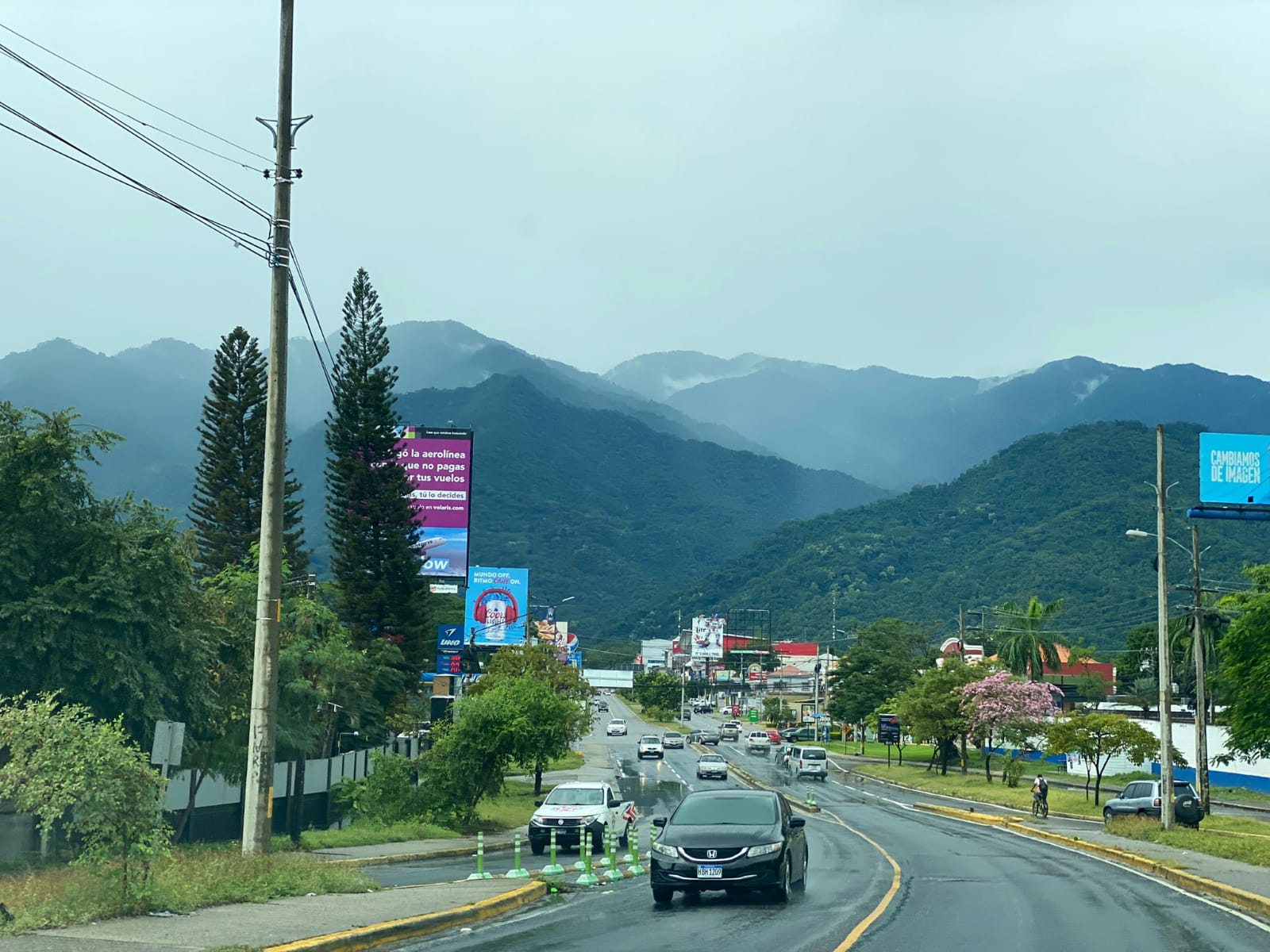
Boulevard UNAH-VS

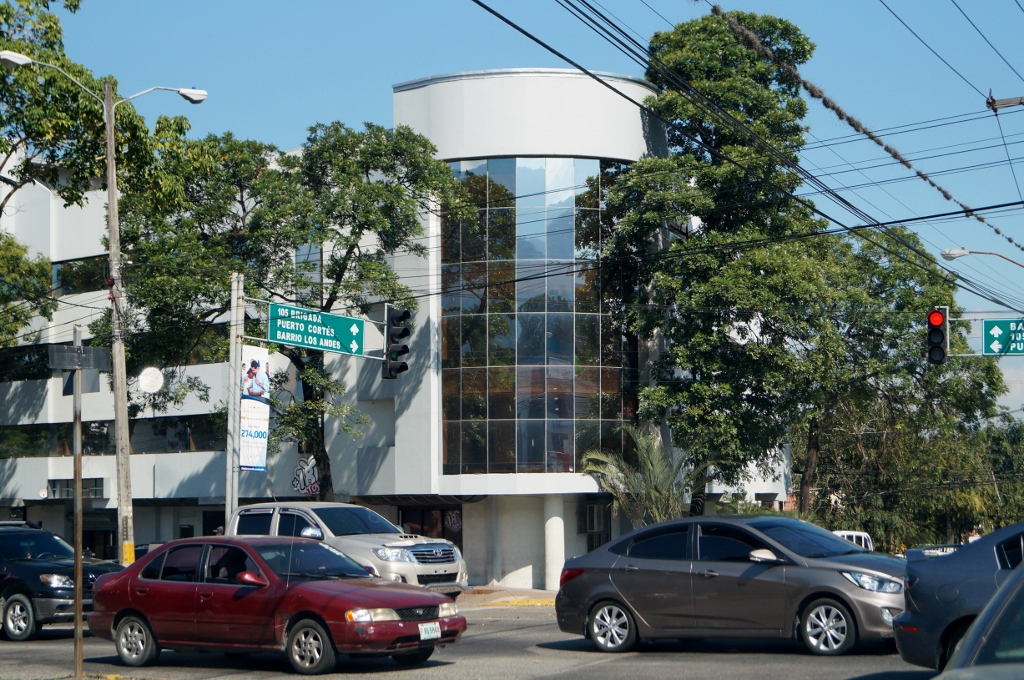
Congestión vehicular en la ciudad.

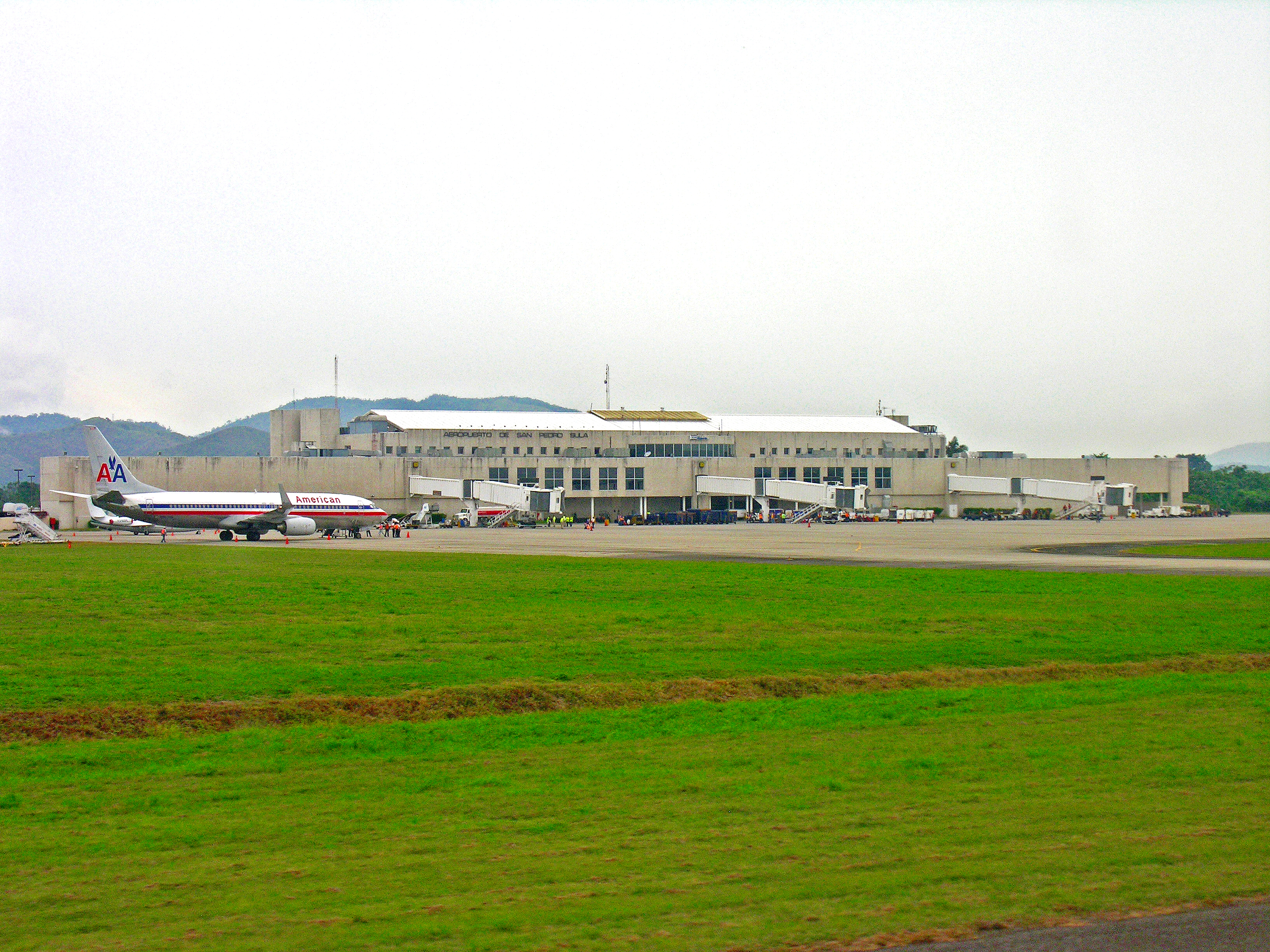
Aeropuerto Internacional Ramón Villeda Morales (SAP), el aeropuerto principal ubicado en La Lima Cortes de San Pedro Sula y el más ocupado del país.

San Pedro Sula es la capital administrativa del departamento de Cortés. La ciudad está muy cerca a Puerto Cortés, el puerto de embarque y desembarque más importante de Honduras. En la zona metropolitana "se encuentran entre otras muestras de su importancia, las empresas industriales más grandes del país."  Asimismo, cuenta con "muchos de los complejos agrícolas de mayor envergadura para la exportación" y generación de divisas.

#### Autobuses
La ciudad está conectada con las principales ciudades del país, por medio de un adecuado sistema de carreteras. Las personas que visitan San Pedro Sula y deciden viajar por la vía terrestre (autobús) a otras ciudades, generalmente usan la Gran Central Metropolitana de San Pedro Sula, localizada a 5 km al sur de la ciudad. Esta terminal, fue diseñada para reunir a todas las líneas de autobús bajo un mismo techo y de esta manera aliviar parte del congestionamiento del tráfico en la ciudad.

#### Red vial

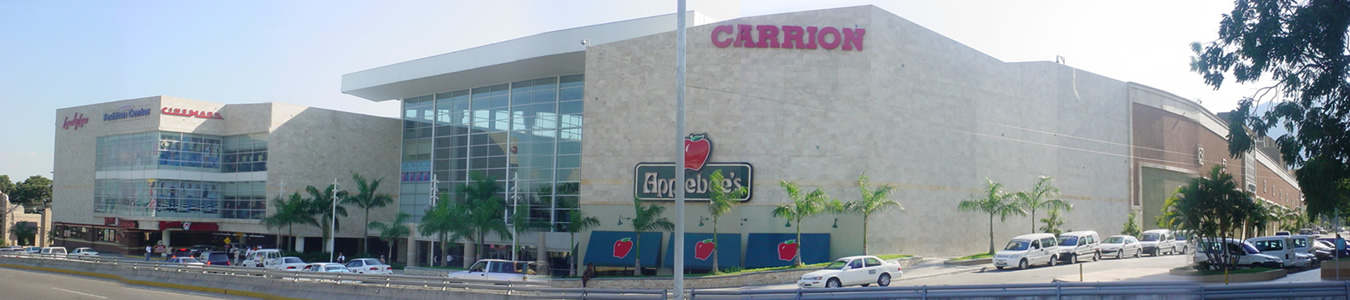
El centro comercial City Mall ubicado en la avenida Circunvalación

Para el viajero que está pensando en alquilar un automóvil, es importante saber que la ciudad de San Pedro Sula está dividida en 4 cuadrantes siguiendo el viejo sistema español de construir ciudades: Noreste, Sureste, Noroeste y Suroeste. Todas las calles están enumeradas, con avenidas desde norte hasta sur y calles desde este a oeste. El Centro es marcado por la 1.ª calle. La calle comercial más importante es la 3.ª Avenida. En la ciudad se encuentras servicios de compañías como Avis, Budget, Dollar, Hertz y las arrendatarias locales. La mayoría tienen oficinas en el aeropuerto y por lo general hay algunas de estas en los vestíbulos de los hoteles.

#### Transporte aéreo
Para el transporte aéreo nacional e internacional, San Pedro Sula cuenta con el Aeropuerto Internacional Ramón Villeda Morales que está localizado 15 km al este de la ciudad. Es el aeropuerto más concurrido del país, más aún que el de la capital, Tegucigalpa. En este aeropuerto ofrecen sus servicios regularmente CM Airlines, Aeroméxico, COPA, TAG Airlines, United Airlines, Delta Airlines, Spirit Airlines, Tropic Air, Sosa, Easy Sky, AeroCaribbean, Avianca, American Airlines y recientemente Air Europa.
A San Pedro Sula llegan vuelos de Madrid, Miami, Fort Lauderdale, Houston, New York, La Habana, Ciudad de México, San Salvador, El Salvador; Ciudad de Panamá, Panamá; Ciudad de Belice, Belice y Ciudad de Guatemala, Guatemala. También hay servicios de vuelos nacionales entre San Pedro Sula y Roatán, La Ceiba, Utila, Guanaja y Tegucigalpa.

### Salud pública
San Pedro Sula cuenta con Hospitales del Estado, entre los cuales están: el Hospital Leonardo Martínez, Hospital Doctor Mario Catarino Rivas, además la ciudad, cuenta con una buena cantidad de clínicas privadas, el Hospital Militar de San Pedro Sula, para atender exclusivamente al personal militar y el hospital del Instituto Hondureño de Seguridad Social, el cual atiende a la población con seguro de salud.
Esta ciudad también cuenta con treinta centros de Salud, de los cuales 14 son manejados por la municipalidad con un presupuesto anual de más de 25 millones de lempiras, invertidos en mantenimiento de la infraestructura y pago de personal médico y auxiliar, en los mismos.
Para evitar que la población sampedrana tenga que ir hasta hospitales del estado en busca de atención médica, la Secretaría de Salud Pública de Honduras, se ha comprometido a suministrar en forma trimestral, los medicamentos. De esta manera, se espera que los centros de salud de la ciudad tengan lo necesario, para brindar una buena atención a la población de San Pedro Sula y sus alrededores.
"Los problemas de salud que presenta San Pedro Sula en relación al medio ambiente puede ser del tipo tóxico-químico debido a la ingestión por vía digestiva o respiratoria de compuestos químicos o de tipo biológico que se generan por la falta de control de la contaminación ambiental causada por las industrias y demás actividades desarrolladas en el municipio." "Las enfermedades más comunes en San Pedro Sula son el dengue, enfermedades gastrointestinales y enfermedades respiratorias."

### Hoteles, restaurantes y otros puntos de referencia

San Pedro Sula, Honduras
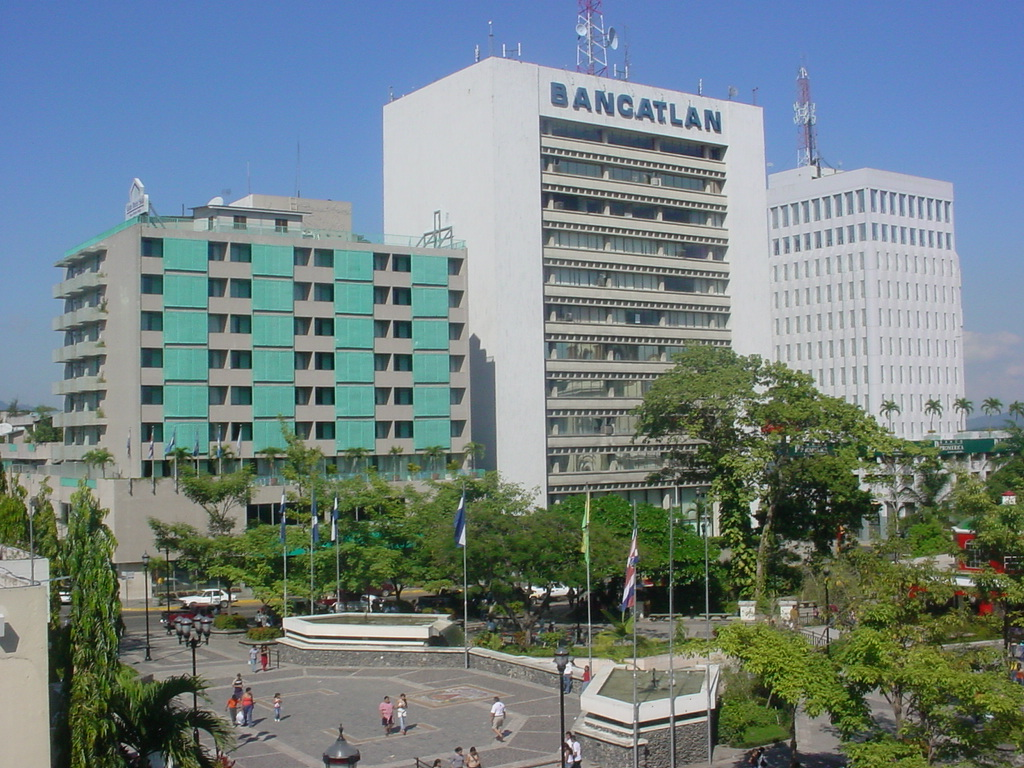
Oficinas en el parque Central.
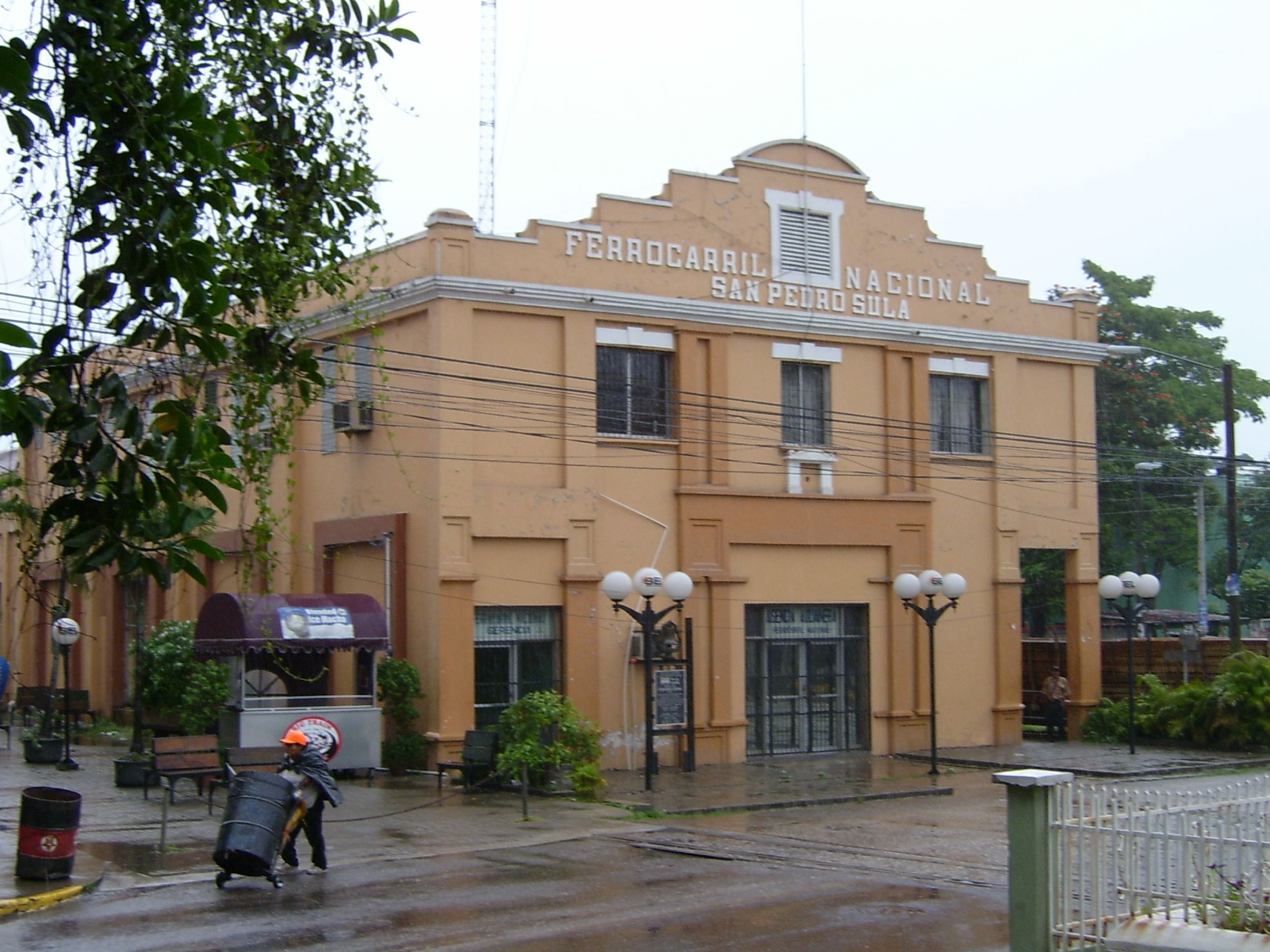
Estación de San Pedro Sula
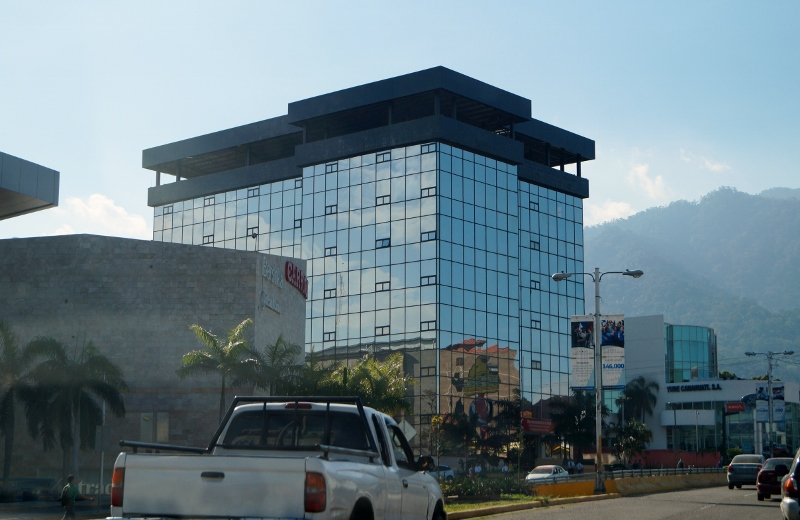
Vista de la Zona Viva de la ciudad.
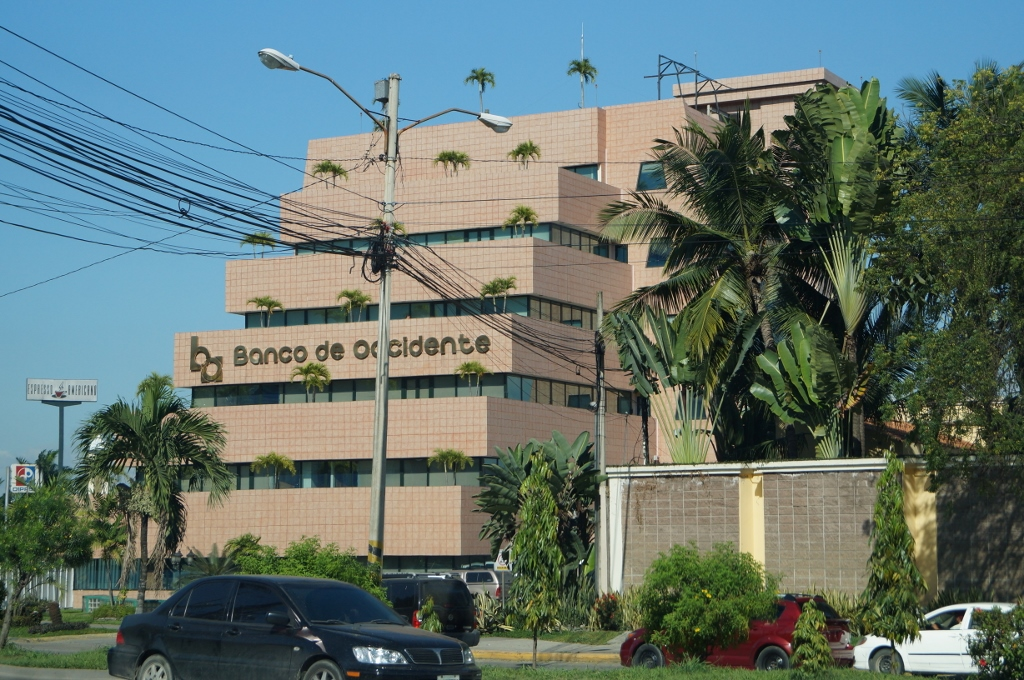
Edificio del Banco de Occidente.
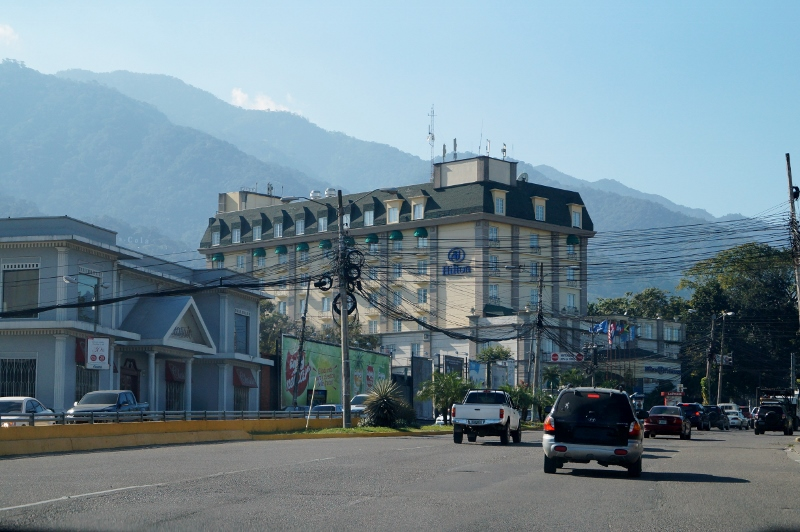
Zona Viva con el Hotel Hilton al fondo.
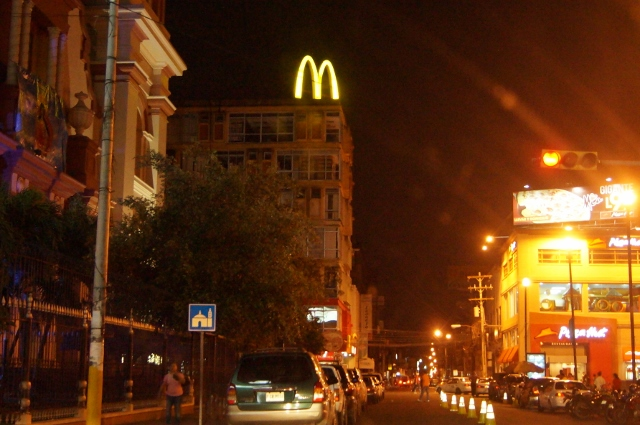
La ciudad por la noche.
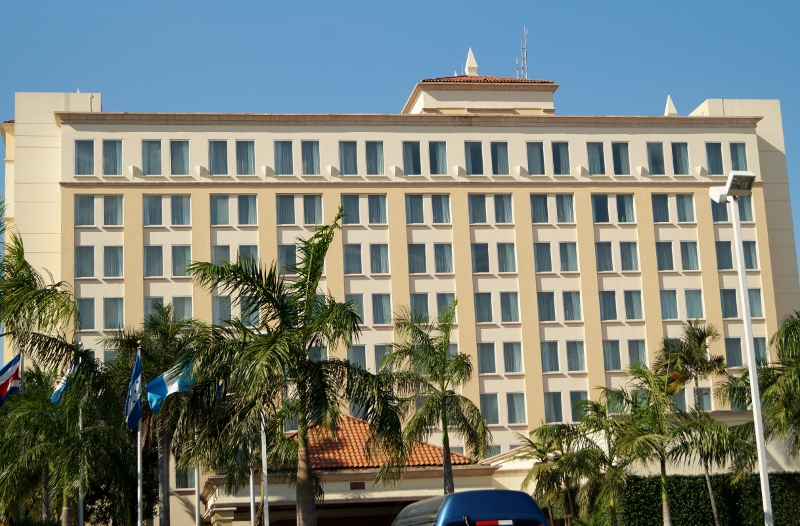
Hotel de la ciudad.
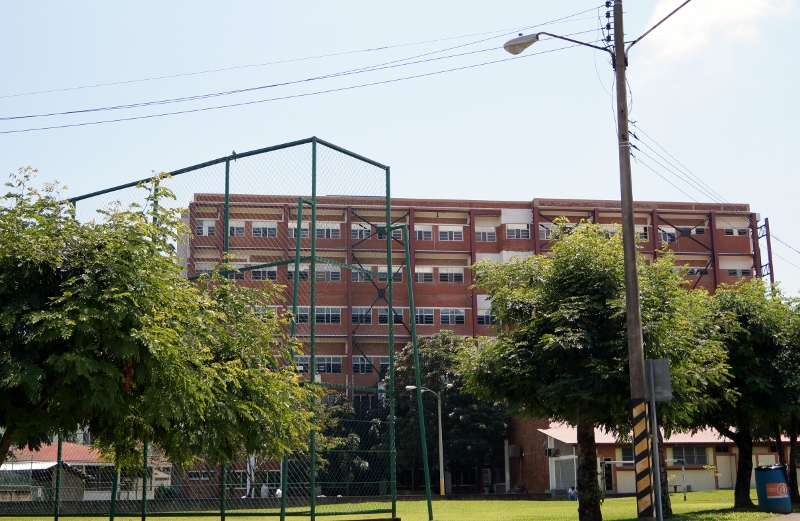
Universidad de San Pedro Sula.
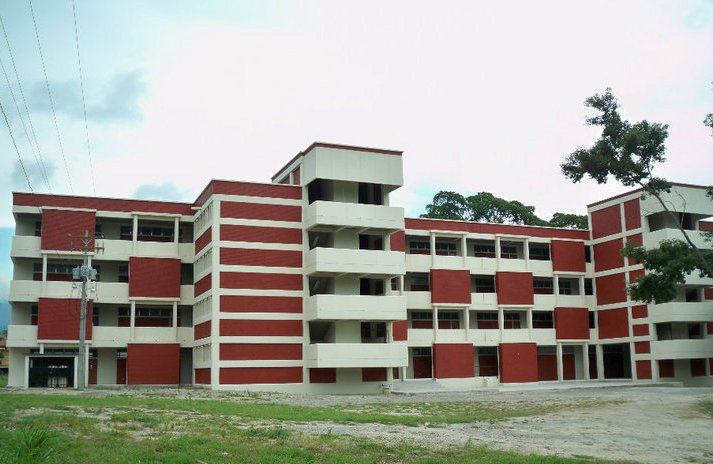
Campus de la Universidad Nacional Autónoma de Honduras.
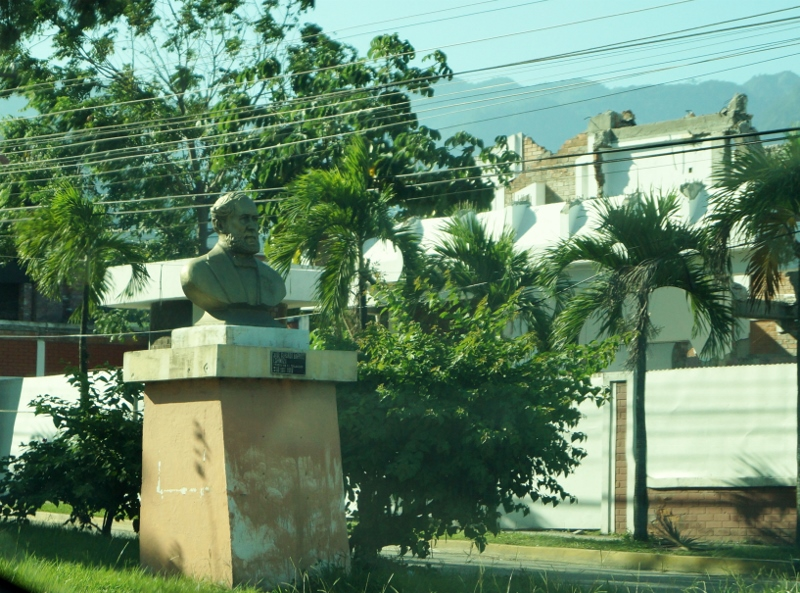
El bulevar Morazán, la avenida este-oeste principal de la ciudad.
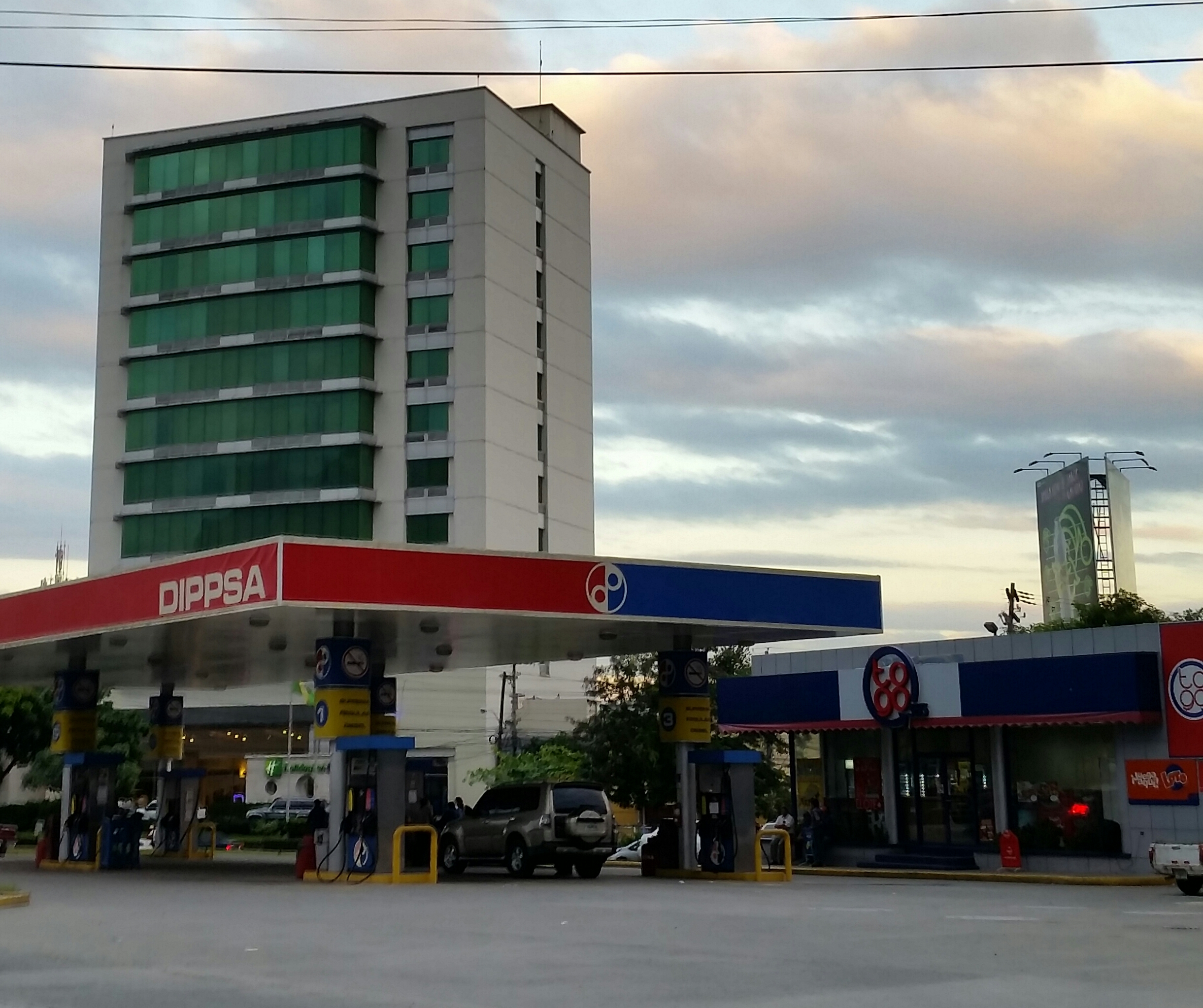
Zona Viva.
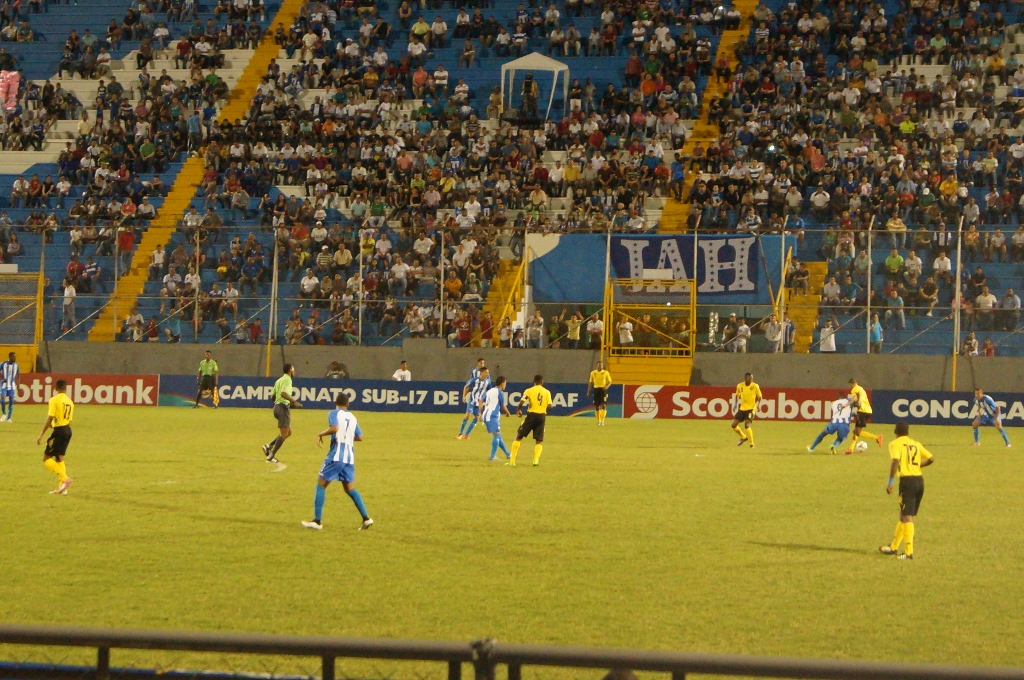
Partido de fútbol en el Estadio Francisco Morazán.

## Cultura

### Catedral

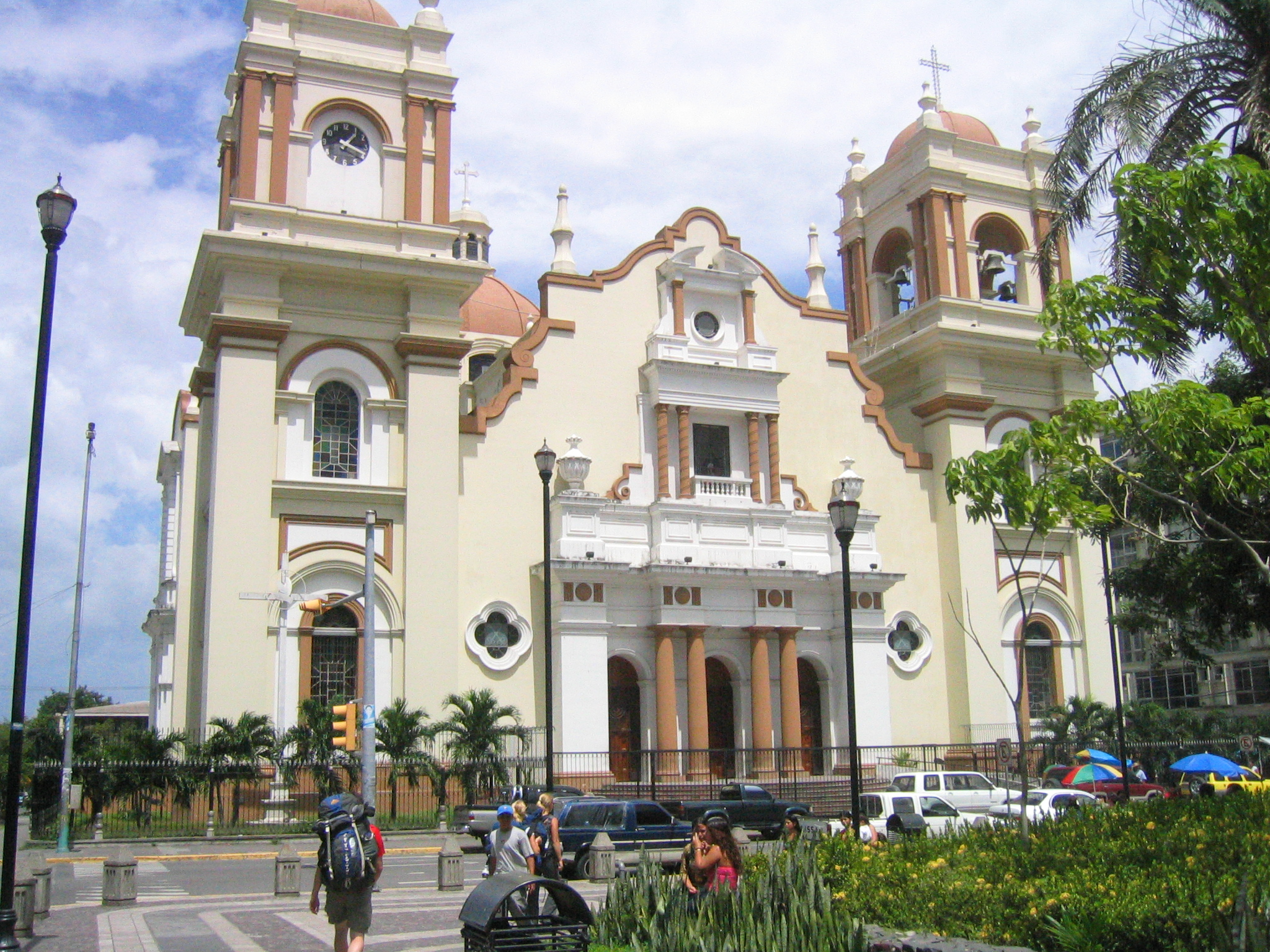
La catedral de San Pedro Sula

La catedral sampedrana “San Pedro Apóstol” además de ser un símbolo de la fe y la devoción del pueblo católico Sampedrano, es también un ícono de la identidad de la ciudad. La idea de construir una catedral surgió en 1941; pero es hasta en agosto de 1949, que se coloca la primera piedra por Monseñor José de la Cruz Turcios y Barahona, Arzobispo de Tegucigalpa. El 3 de febrero de 1953 se bendice la cripta. El entonces obispo preconizado, Monseñor Antonio Capdevila, el cura párroco de la parroquia San Pedro Apóstol, el Comité Pro Catedral y el Comité Auxiliar Femenino habían hecho posible esta obra en menos de cuatro años. Finalmente, el 27 de septiembre de 1987 se inaugura y bendice la catedral con una Santa Misa presidida por obispo diocesano Monseñor Jaime Brufau Maciá.

### Feria patronal

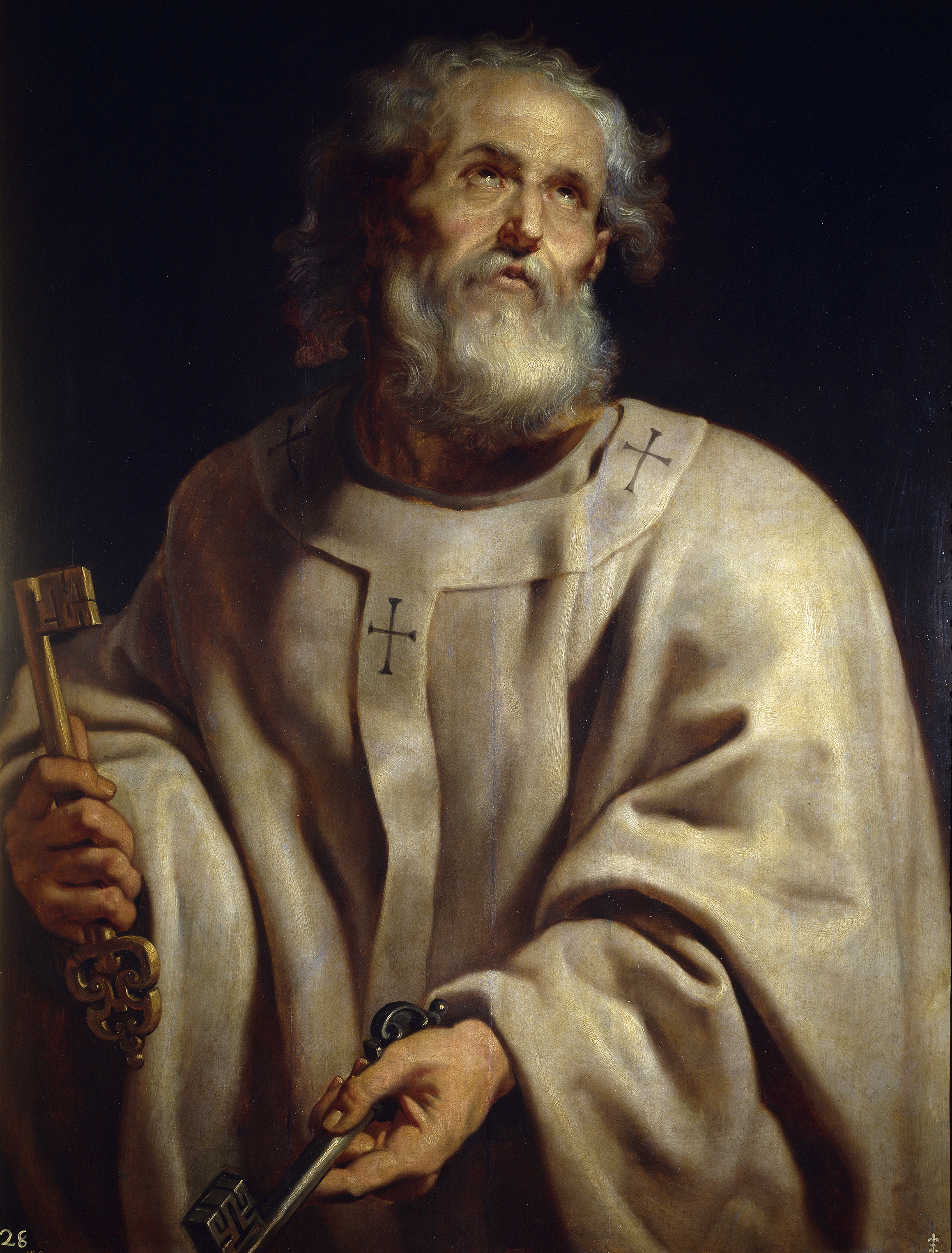
Imagen de San Pedro apóstol, santo patrón de la ciudad de San Pedro Sula.

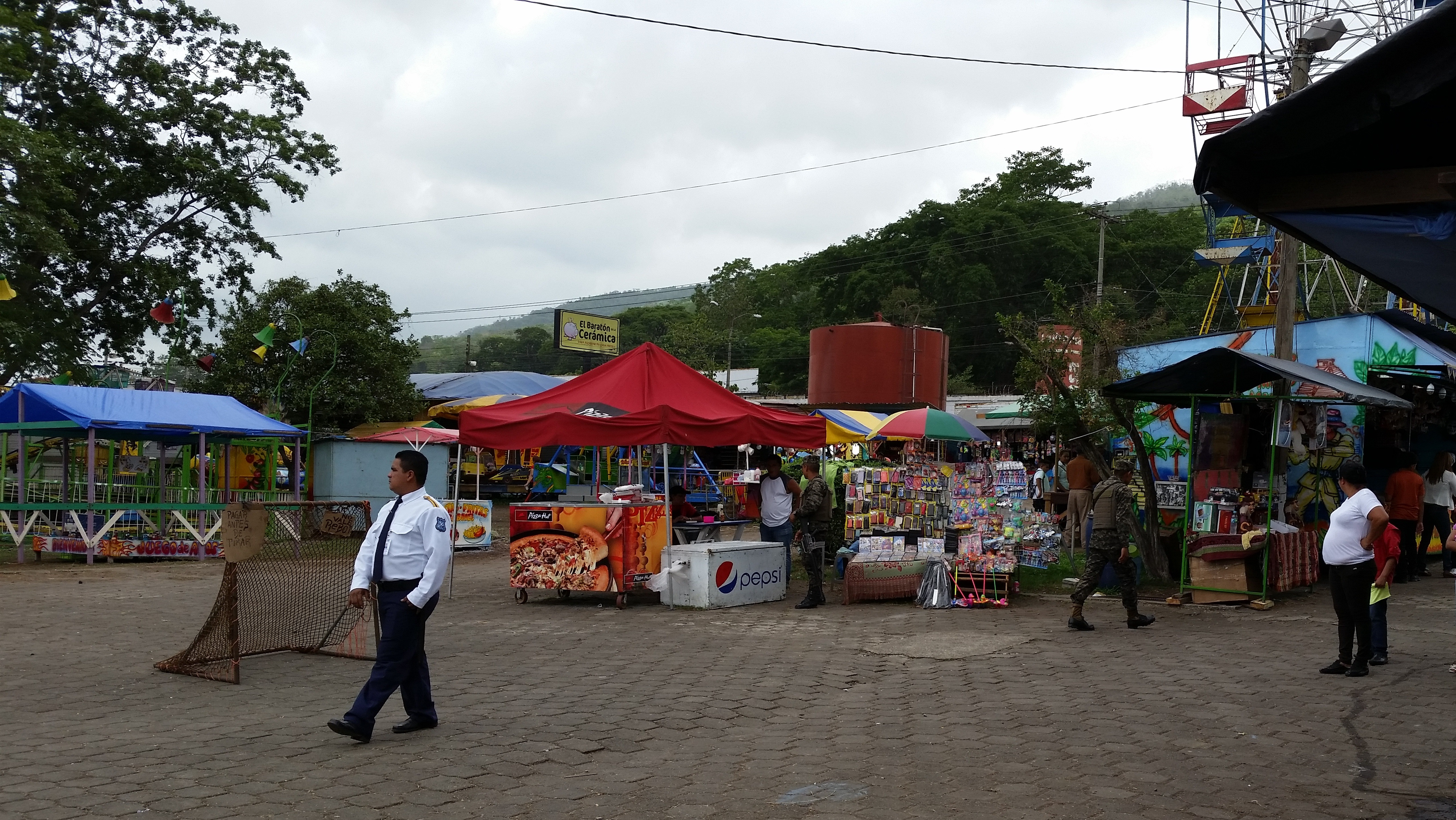
Vista de la feria patronal juniana, que se realiza en el Campo AGAS de la ciudad.

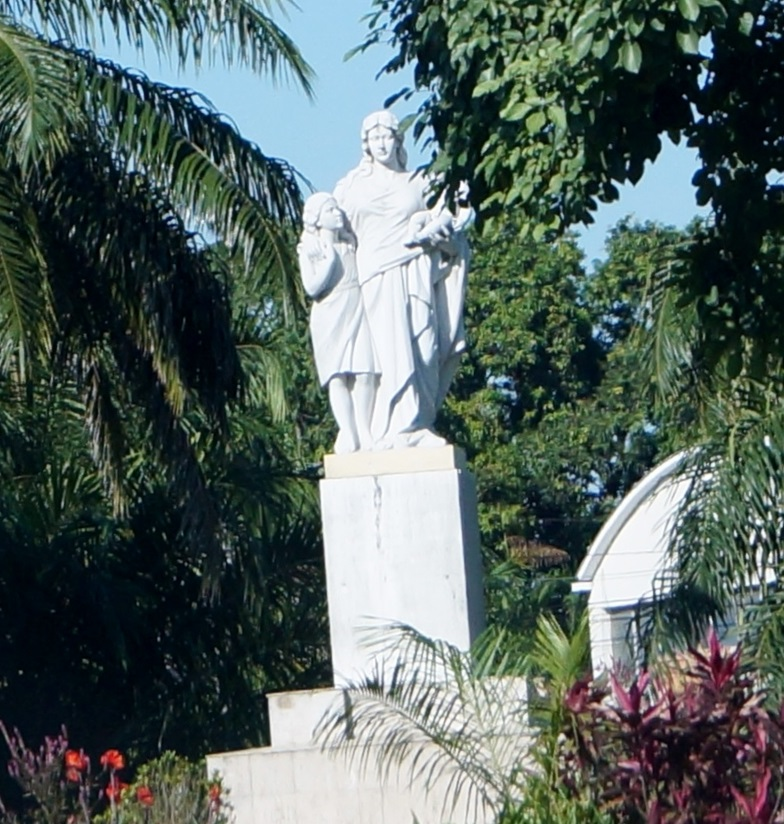
El monumento a la madre ubicado en la avenida Juan Pablo II.

La 'Feria Juniana' es la feria patronal de San Pedro Sula y se realiza en honor a su santo Patrón, 'San Pedro' uno de los Doce Apóstoles de Jesús. Esta feria comenzó a llevarse a cabo en 1846, hasta convertirse hoy en día, en uno de los mejores y más grandes eventos de Honduras. Tal y como su nombre lo indica, esta feria se celebra durante la mayor parte del mes de junio, finalizando el 4 de julio de cada año.
En el pasado, durante el transcurso de la feria se permitían los juegos de envite y de azar, incluyendo la ruleta... Los famosos bailes... se celebraban en la azotea del Palacio Municipal, en el Casino Sampedrano y en el Salón Tropical. La orquesta USULA y también la América India, con sus marimbas, eran de las más populares de su tiempo y también venían orquestas de El Salvador y de Guatemala. Las festividades religiosas se celebraban en la catedral sampedrana, mientras que las fiestas populares se llevaban a cabo en el parque Paz Barahona y en la tercera avenida o Calle del Comercio.

En el plano deportivo, se realizaban, encuentros de fútbol en el Estadio Francisco Morazán donde jugaban los equipos locales, entre los que sobresalían el Marathón, España, Independiente, entre otros. Asimismo, participaban equipos nacionales como el Sula y el Hibueras de La Lima. Además, se contrataban a equipos centroamericanos, como el Tipografía Nacional de Guatemala, FAS y Águila de El Salvador, Saprissa, Sport Cartaginés, de Costa Rica entre otros.
En la actualidad 'La Feria Juniana' se celebra con coloridos desfiles típicos, atracciones como ser, los juegos mecánicos, espectáculos de fuegos artificiales, variedad de comida típica hondureña. En los sitios del Expocentro y el AGAS, ubicadas en dos polos opuestos de la ciudad, se llevan a cabo las actividades comerciales. Allí se compra y vende mercadería de todo tipo, artesanías, electrónica, ganadería, etc.

El día 29 de junio se celebra el Gran Carnaval Bailable, segundo en importancia en el país, después del que celebra en la ciudad de La Ceiba. El carnaval se lleva a cabo, a lo largo y ancho de la Avenida principal de la Circunvalación, donde se encuentran numerosos hoteles y restaurantes. Los visitantes pueden disfrutar del talento de los grupos musicales, justas bailarines garífunas y los numerosos platillos típicos y bebidas entre otras cosas.

### Museos

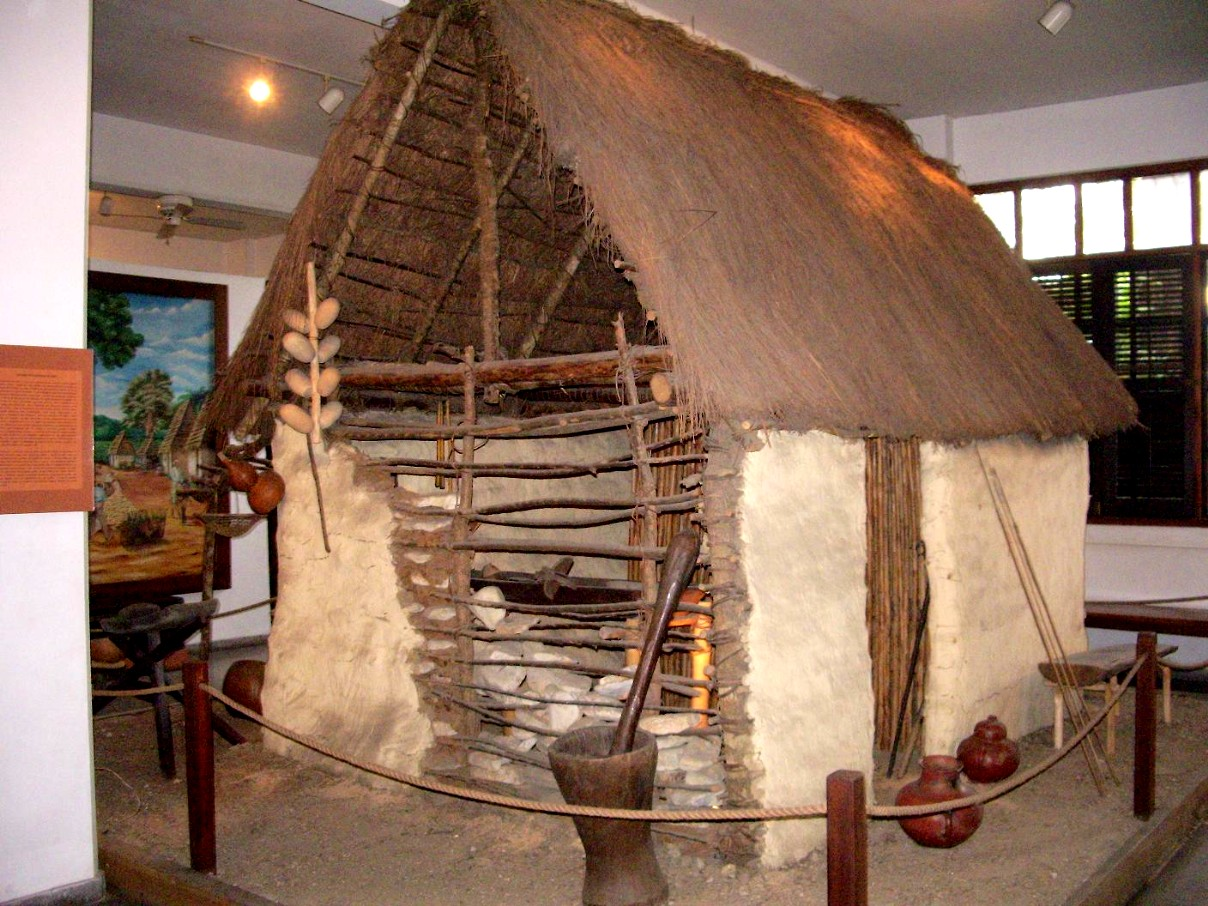
El Museo de Antropología e Historia

#### Museo de Antropología e Historia
El Museo de Antropología e Historia ofrece al público parte de la historia comenzando con el arribo de los españoles a territorio Hondureño. El encuentro de grupos tan contrastantes, las guerras de conquistas, el consecuente mestizaje cultural y racial, la fundación de San Pedro y la explotación bananera. El museo abrió sus puertas al público el 25 de enero de 1994; es un lugar que protege el patrimonio nacional, educa, divulga cultura, fomenta la investigación y refuerza una identidad."

#### Museo Daisy Fasquelle Bonilla
El Museo Daisy Fasquelle Bonilla es el lugar donde se hace un homenaje a los pintores hondureños. Fue inaugurado el 27 de septiembre de 2007 en honor a la dama “Daisy Fasquelle Bonilla”, quien se distinguió por su incansable esfuerzo en pro del desarrollo y promoción de la historia y la cultura nacional. La visita está habilitada de lunes a viernes. Los grupos de centros educativos o de otras instituciones se atienden previa cita. La colección expuesta en este museo corresponde a pintores de pasadas generaciones y de actuales que representan el quehacer artístico de Honduras. Aunque la exhibición es rotativa, siempre podrá apreciar trabajos de grandes maestros como José Antonio Velásquez, Álvaro Canales, etc. Y pintores contemporáneos como Maury Flores, Santos Arzú Quioto, Allan Caicedo, Armando Lara, entre otros.

#### Museo de la Infancia El Pequeño Sula
El Museo de la Infancia El Pequeño Sula es un museo del niño público dedicado a la enseñanza de las ciencias y tecnología para los niños.

#### Museo de la Naturaleza
El Museo de la Naturaleza es un museo bajo la supervisión de la Fundación Ecologista Héctor Rodrigo Pastor Fasquelle. Este museo cuenta con exposiciones sobre medio ambiente, biología de Honduras y recursos naturales. Tiene una colección de especímenes disecados de aves, mamíferos y reptiles que han sido encontrados en territorio hondureño. Cuenta con 24 salas de exposiciones, entre ellas esta "El portal de la paleontología" que ofrece una visión de las eras geológicas del planeta, la "Sala del cambio climático" donde se aborda uno de los temas de mayor peligro para la supervivencia de la vida sobre la Tierra y "La plataforma submarina", la que exhibe especies de peces que habitan en el mundo marino. En las mismas instalaciones están las salas de Etnias, ecología, la de extintos y la de vertebrados que también ampliaran sus conocimientos, entre otras.

### Música

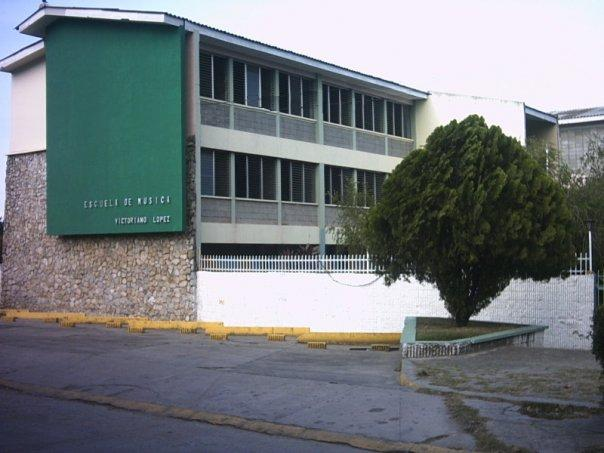
La Escuela de Música Victoriano López

- Escuela de Música Victoriano López

"El sueño que en 1945 comenzó el hondureño Victoriano López con la fundación de la Academia de Música, que luego llevaría su nombre, es hoy uno de los semilleros de artistas más importantes del país. La primera promoción de alumnos graduados con el título de bachiller en música egresó en 1975 y desde ese año la escuela no ha parado de entregarle al país músicos capaces de sobresalir a nivel mundial. El currículo de enseñanza abarca los instrumentos de violín, viola, violonchelo, contrabajo, piano, flauta traversa, clarinete, oboe, fagot, corno francés y trompeta. Así como clases de apreciación musical, composición e historia de la música."

### Parques

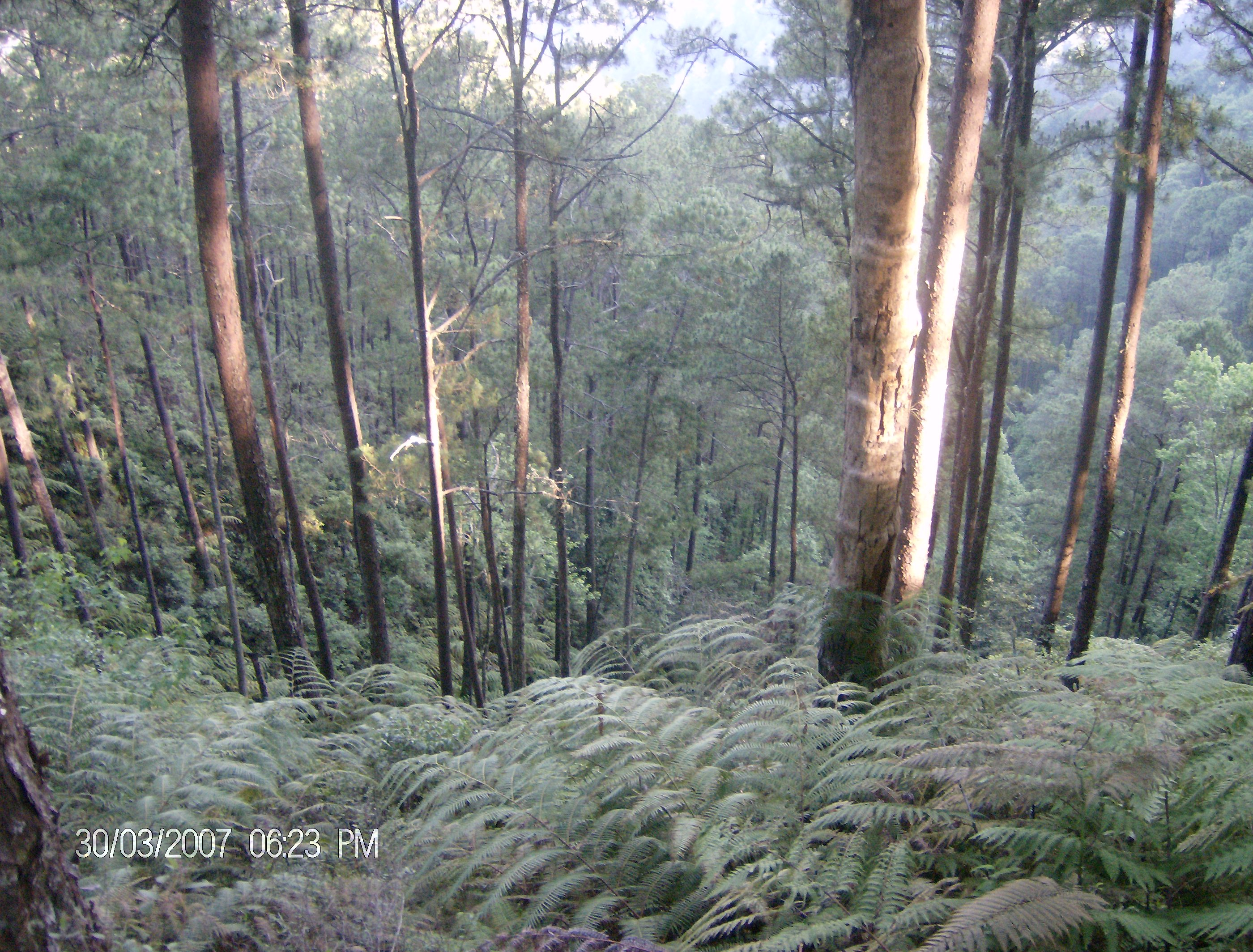
El parque nacional Cusuco

El parque nacional Cusuco está situado en el noroeste de Honduras, a escasos cuarenta kilómetros de San Pedro Sula y cercano a la frontera con Guatemala. Cubre alrededor de 23 440 hectáreas, divididas en 7690 de zona núcleo y 15 750 de zona de amortiguamiento. Con alturas entre 1600 y 2300 m s. n. m. es un verdadero bosque nublado; una isla de bosque entre las montañas.... El parque conserva una rica biodiversidad que lo vuelve invaluable para los conocedores, especialmente extranjeros, quienes son sus más asiduos visitantes.

## Ciudades hermanas
Tienen 3 capitales hermanadas con:
| - Ciudad de Guatemala (Guatemala) | - Ciudad de México (México) | - San José (Costa Rica) |

Tienen 4 ciudades hermanadas con:
| - Duisburgo (Alemania) - Medellín (Colombia) | - Monterrey (México) - Zapopan (México) |